# Liste von Veranstaltungsorten des Jazz
Verzeichnet werden in dieser Liste von Veranstaltungsorten des Jazz vor allem historisch wichtige Orte, insbesondere Jazzclubs, aber keine Jazzfestivals. Größere allgemeine Veranstaltungsorte finden nur Aufnahme, falls sie durch Jazz-Aufnahmen bekannt geworden sind (zum Beispiel: Jazz at Massey Hall oder Gerry Mulligans Pleyel Concert). Auch einige aktuelle Jazzclubs sind aufgeführt, falls sie Wikipedia-Artikel haben oder bekanntere Jazzclubs in Metropolen sind.

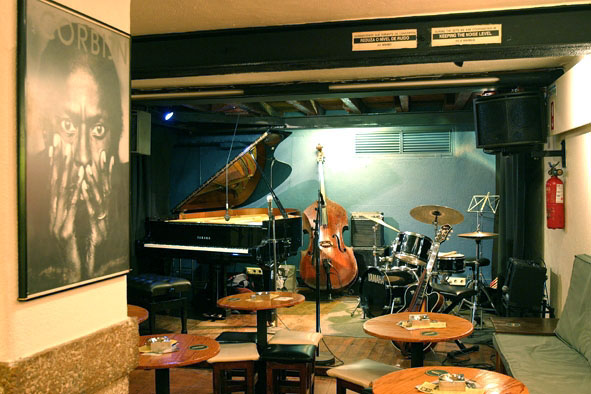
Der Hot Clube de Portugal gilt als ältester noch bestehender Jazzclub Europas

## USA

### Boston und Umgebung
- Connolly’s Star Dust Room, Whittier Street, 1950-60er Jahre
- Hi-Hat, erster Club in Boston in dem Bebop gespielt wurde, Charlie Parker hatte hier Radioübertragungen die teilweise mitgeschnitten wurden, in den 1950ern geschlossen
- Lennie’s on the Turnpike, Club nördlich von Boston, in dem neben Jazzmusikern auch Komiker wie Jay Leno und Cabaret-Künstler auftraten (1951–1972)
- Lulu White’s, Boston, 1970er, Free Jazz, Bop
- Ryles, 212 Hampshire Street, Cambridge
- Storyville (Boston), 1950 bis 1960er
- The Jazz Workshop, Boston, 733 Boylston Street, 1964 bis 1978. Hier traten unter anderem Rahsaan Roland Kirk, Charles Mingus, Miles Davis auf. Im selben Gebäude Paul’s Mall, das mehr Fusion, Jazz-Rock und Pop orientiert war. Anfang der 60er zunächst ein Hinterraum des Clubs The Spables in der Huntington Ave.[1]
- Regattabar, Cambridge (Massachusetts), im Charles Hotel, veranstalten im Sommer auch ein Jazzfestival
- Wally’s Café, Boston, gegründet 1947, an der Kreuzung Massachusetts und Columbus Avenue

### Chicago

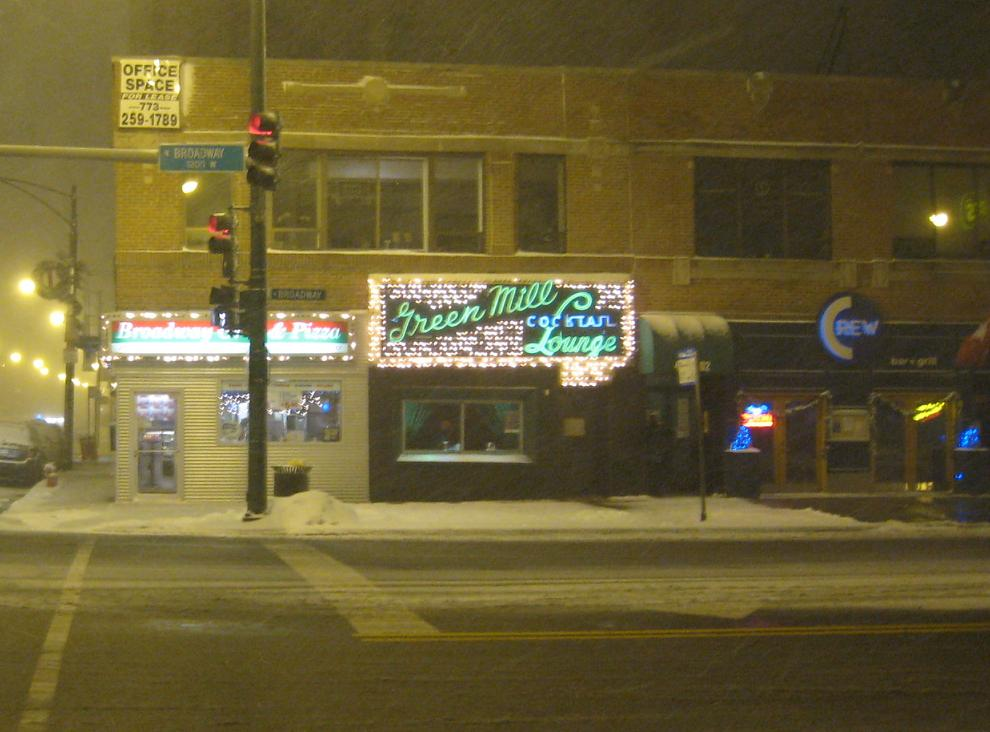
Green Mill Cocktail Lounge

- Athenia Café, hier spielten 1917 die Louisiana Five aus New Orleans
- Apex Club, 1920er, 1928 geschlossen, nahe dem Sunset Café, hier spielte Jimmie Noone
- The Bamboo Room, 936 N. Rush St.Chicago, 1950er-Jahre, hier spielte u. a. Georg Brunis
- The Beehive Lounge, 1948 eröffnet. Im folgenden Jahr spielte hier Lester Young. Charlie Parker hatte hier seinen letzten Auftritt in Chicago. Es gibt Live-Aufnahmen vom Clifford Brown, Max Roach Quintett von 1955. Auch Bertha „Chippie“ Hill, Art Hodes, Baby Dodds, Doc Evans spielten hier
- Beat Kitchen, 2010er, 2100 West Belmont, Jazz und Alternative Rock
- The Blue Note, 1940er, 1950er, u. a. Muggsy Spanier, Sidney Bechet (1951). Count Basie spielte hier regelmäßig in den 1950ern.
- Butterfield Firehouse, Rte 56 1/2 mi. west of Rte. 83, Villa Park, Spielstätte des Tradjazz, u. a. Bob Scobey, Franz Jackson, Jack Teagarden, Muggsy Spanier
- Cafe Continental, 44 E. Walton Ecke Rush, 1050er, Bob Scobey, George Brunies
- Café Logan, 915 E 60th, Free Jazz
- Camel Gardens, 1920er
- Clarite Club 2606 N. Clarke Street, 1950er/60er
- Club Basin Street 6971 N. Western Avenue Chicago, 1950er, Danny Alvin spielte hier
- Club DeLisa, 1933 bis 1958
- Coliseum, bekannt für zwei Battle of the Bands 1926, veranstaltet vom Label Okeh (u. a. Moten, Armstrong, Doc Cook, Clarence Williams, Carroll Dickerson, King Oliver, Erskine Tate).
- Congress Hotel, hier spielten unter anderem Fletcher Henderson, Benny Goodman
- Constellation, 2010er, 3111 North Western, 2010er-Jahre
- The Crown Propeller Lounge, Anfang der 1940er und erneut 1950er Jahre
- Dixieland Lane in Orchard Twin Bowl, 9444 Skokie Blvd., 40er-Jahre
- Dreamland Ballroom, hier spielte die Band von Doc Cook in den 1920ern
- Elastic, 3429 W Diversey, 2010er-Jahre, Free Jazz (u. a. Dave Rempis, Frank Rosaly)
- The Empty Bottle, Improvisationsmusik, Veranstaltungsreihe mit John Corbett und auch eigenes Festival
- Friar’s Inn, ein Nachtclub und „gangster holdout“ in 343 Wabash, 1921 Gründungsort der New Orleans Rhythm Kings, New Friar’s Inn, Wabash Ave., Ecke Van Buren St.
- Gaffer’s Jazz Club, 60 E. South Water Street (zwischen Michigan and Wabash), 1940er, Bud Freeman und Danny Alvin spielten hier
- Green Mill
- Harlem Lounge, 3800 S. Harlem Avenue, 1950er
- The Hideout
- Hi Note, 450 N. Clark Street, 1940er-Jahre
- Hot Club of Chicago, Moose Lodge, 1016 N. Dearborn St., 1940er, Darnell Howard, Jack Teagarden, Roy Eldridge, Bunk Johnson, Bud Freeman, Albert Ammons, Jimmy Yancey, Jimmy McPartland
- Hungry Brain, 2319 W Belmont. 2010er-Jahre; Free Jazz (u. a. Ken Vandermark, Terrie Ex)
- Jazz Ltd. 11 East Grand Avenue, Inhaber war Bill Reinhardt, gegründet 1947, Trad-Jazz
- The Jazz Showcase, gegründet 1947 von Joe Segal, präsentiert Nachwuchstalente, wechselnde Standorte, in den 1970ern im Blackstone Hotel, existiert noch.
- Kimball Hall, 306 S. Wabash, 1940er-Jahre, Red Norvo und Mezz Mezzrow traten hier auf
- Lincoln Gardens (ab 1921, vorher Royal Gardens, dort spielte 1918 die Original Creole Band), große Tanzhalle, 1922 bis 1924 King Oliver mit seiner Creole Jazz Band. Nach einem Feuer 1925 als New Charleston Café wieder eröffnet, dann als Café de Paris bekannt. 1927 nach Bombenanschlag geschlossen.
- Mother Blues, 1305 N. Wells Street, 1960er, Yusef Lateef, Bunky Green, Jay Peters, Harold Jones traten hier auf
- Mr Kelly’s (oder: Mister Kelly’s), 1950/60er
- The Normandy Restaurant and Lounge, 1110 Lawrence Avenue (nahe Aragon), frühe 50er-Jahre
- Offbeat (nahe Three Deuces), 1939 gegründet von Carl Cons (dem Downbeat-Herausgeber)
- Pekin Inn, schon vor 1910, Ragtime, in der South Side
- Pershing Hotel, mit Pershing Lounge, Pershing Ballroom und Restaurant El Grotto, 1940er, 1950er, hier spielte Charlie Parker 1949/50 und in den 1940ern Ahmad Jamal. Auch Farbige waren zugelassen, nachdem das Hotel selbst Mitte der 1940er Jahre in den Besitz von Farbigen überging.
- Plantation Café, 1924 eröffnet, 338 East 35th Street, Black and tan Club. Gehörte Weißen, teilweise unter Einfluss von Capone als Speakeasy. Hier spielte King Oliver mit seinen Dixie Syncopators.
- Plugged Nickel, 1321 North Wells Street, in den 1960er Jahren (in den 1970ern geschlossen), bekannte Aufnahmen 1956/66 mit Miles Davis. Comeback von Gene Ammons 1969. Der Name kommt von Kleingeld (Nickel, heute 5 Cent, früher 1 oder 3), von denen innen Metall ausgestanzt wurde in der Hoffnung, dass der Ladenbesitzer dies nicht bemerkt.
- Regal Theater, 4719 South Parkway Boulevard, ab 1928, bis in die 1960er, großes Variete, in orientalischem Stil dekoriert, hier spielten Josephine Baker, Armstrong, Ellington, Lunceford, Herman, Hampton, später Modern Jazz. Ab 1987 gab es in Chicago auch ein New Regal Theater.
- Rhumboogie Café, Nachtclub, 343 East 55th Street, Chicago, bestand zwischen 1942 und 1947.
- Savoy Ballroom, South Parkway Boulevard/East 47th Street, gegründet 1927 als erste große Dance Hall in Chicago für Afroamerikaner. Während der großen Depression meist Sportveranstaltungen. In den 1920ern spielte hier die Band von Carroll Dickerson (mit Armstrong) und die von Fletcher Henderson. In den 1940ern Ellington, Hines, Basie, Kenton, Herman, Gillespie und viele andere. 1948 geschlossen.
- 7006 Club, 7006 North Glenwood Avenue, 1940er Jahre, u. a. George Zack
- Sunset Cafe, 1920er, 1930er, für farbiges und weißes Publikum (black and tan), hier spielte u. a. Louis Armstrong, nach Umbau 1937 in Grand Terrace umbenannt, in dem Earl Hines spielte (bis 1938) und der für seine Shows bekannt war. 1950 geschlossen.
- Tom Tom Lounge 5413 Irving Park Rd., 1950er-Jahre,
- Three Deuces, 222 North State Street, 1920er, 1930er (benannt in Parodie auf Four deuces, eines der größten Bordelle des Syndikats, nach Mezz Mezzrow Entstehungsort der „Jam Sessions“), in den 1930ern spielten hier Art Tatum, Roy Eldridge, Baby Dodds, Johnny Dodds, Zutty Singleton, Jimmy McPartland, in den 1940ern noch Danny Alvin und Phil Dooley
- Twin Terrace Cafe, 3 North Clark St., 1940er, Bunk Johnson und Art Hodes spielten hier
- Vendome Theater, hier spielte in den 1920ern Erskine Tate’s Band
- Velvet Lounge, der Club von Fred Anderson, nach dessen Tod Neueröffnung in 67 E. Cermak Rd. (ab Januar 2012), Leitung: Bob Fioretti

#### Großraum Chicago
- Glenbard Firehouse, Highland & Roosevelt Rds, Lombard, Illinois
- Glen Ellyn American Legion, Post 3, Glen Ellyn, Illinois
- Hunt Club 6613-15 Roosevelt Rd, Berwyn Illinois, 1940er
- Ray Colomb’s Jazzville, U.S.A., 2535 West 95th (nahe Western), Evergreen Park, Illinois, 50er-Jahre
- Riverside-Brookfield H.S., 1st & Forest Aves, Riverside, Illinois
- The Sabre Room of Dynell Springs, 8900 West 95th Street, Oak Lawn, Illinois

### Detroit
- Arcadia Ballroom, Detroit, 1920er

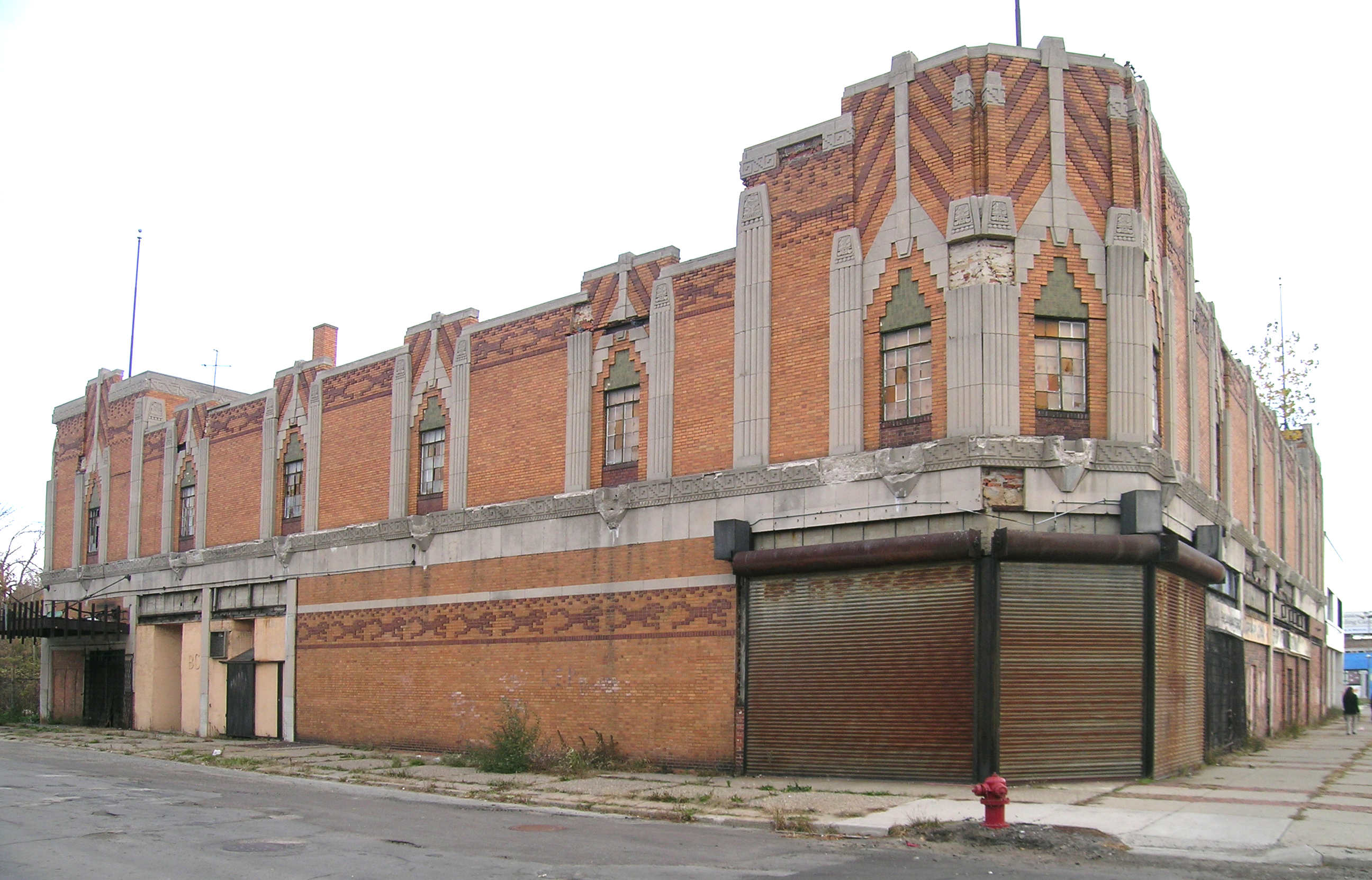
Vanity Ballroom Building

- Baker’s Keyboard Lounge, gegr. 1934 (nennen sich deshalb worlds oldest jazz club), 20510 Livernois Street
- Bert’s Marketplace, 2728 Russell Street (Eastern Market), ab 1980er Jahre
- Blue Bird Inn, 5021 Tireman Street, ab Ende der 1940er Jahre
- Club Plantation, 1930er-40er Jahre, 550 East Adams Street im Detroiter Vergnügungsviertel Paradise Valley
- Cobb’s Corner, 4201 Cass Avenue (Ecke W. Willis Street), um 1980
- Klein’s Show Bar, 1950er-Jahre
- The Minor Key, frühe 1960er-Jahre
- Paradise Theater, 3711 Woodward Avenue, 1919 als Orchestra Hall eröffnet und ursprünglich für das Symphonieorchester der Stadt gedacht. In den 1940er und 1950er spielten hier unter anderem Earl Hines, Count Basie, Charlie Parker.
- Rouge Lounge, 1950er-Jahre
- Vanity Ballroom Building, 1024 Newport Street, an der Kreuzung zur Jefferson Avenue im Jefferson-Chalmers Historic Business District. Das Gebäude beinhaltet den letzten intakten Ballsaal der vielen Tanzpaläste, die in Detroit existierten und in denen von den 1930er bis in die 1950er Jahre Big Bands auftraten.

### Indianapolis

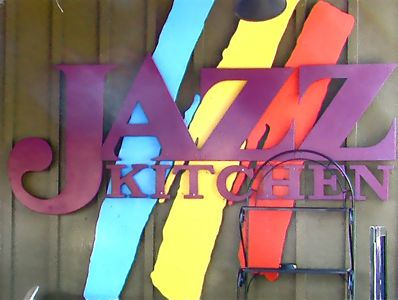
The Jazz Kitchen

- Chatterbox–Jazz Club, Massachusetts Avenue im Arts and Theatre Cultural District von Indianapolis
- The Jazz Kitchen, 1994 im früheren Club The Place to Start eröffnet, Ecke 54th Street und College Avenue, im Broad Ripple Village von Indianapolis.

### Kansas City

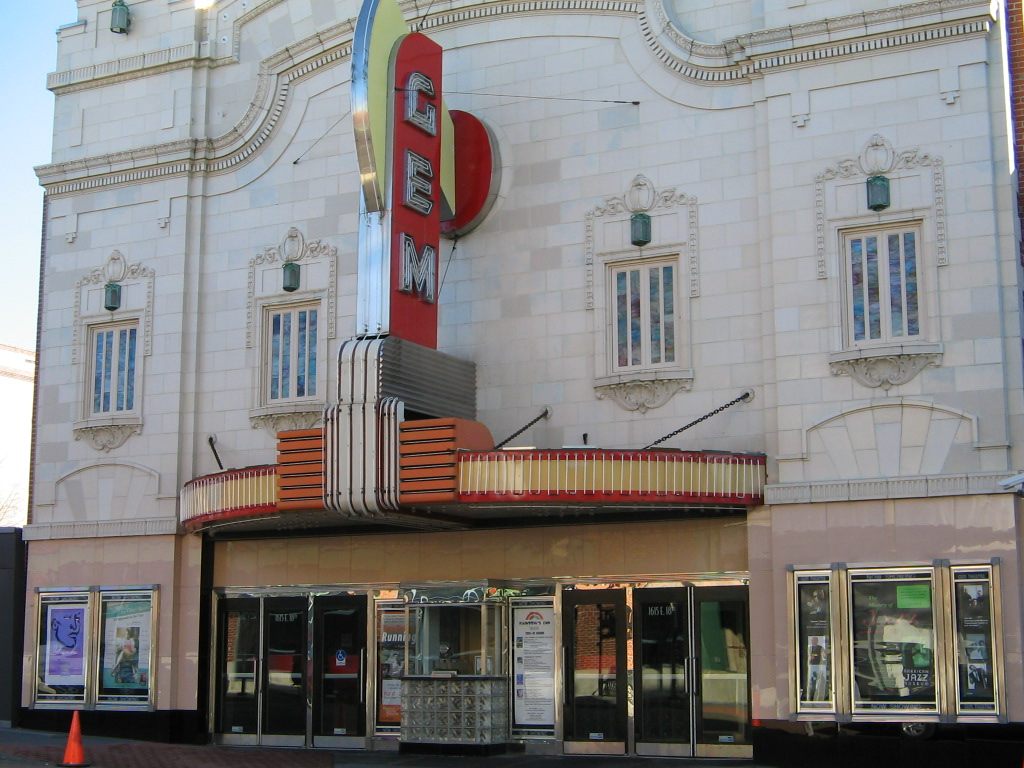
Gem Theatre (Kansas, 2005)

In den Pendergast-Jahren der 1930er Jahre mehrere hundert Nachtclubs, etwa 30 davon mit bedeutendem Jazz-Angebot:
- Cherry Blossom, 12th Street Ecke Vine Street, ab 1933, Moten/George Lee spielten dort ab 1933, später Count Basie and his Cherry Blossom Orchestra. Berühmtes Duell (Cutting Contest) Dezember 1933 zwischen Coleman Hawkins, Ben Webster, Herschel Evans, Lester Young
- Fairyland Park, im Tanzpavillon im Park spielten im Sommer viele bekannte Bands wie die von Moten, Andy Kirk, Jay McShann
- Lucille’s Band Box, ab Ende 1920er Jahre, Inhaberin Miss Lucille, Moten’s Band Box Shuffle ist nach dem Lokal benannt
- Reno Club, 1930er Jahre, 12th Street (zwischen Cherry und Locust Street), damals der führende Jazzclub, mit großer Band und Show, von „Papa“ Sol Epstein geführt, der zum Syndikat gehörte, sowohl für Schwarze als auch für Weiße (getrennt). Von hier übertrug John Hammond 1936 die Aufnahmen des Count Basie Orchesters. 1938 wegen Steuerproblemen geschlossen.
- Subway Club, 1930er Jahre, 18th Street Ecke Vine Street, von Piney Brown geleitet (gehörte Felix Payne). Bekannt für seine Jam Sessions und bei den Jazzmusikern für kostenlose Getränke und Verpflegung
- Sunset (Sunset Crystal Palace), 12th Street Ecke Woodlawn Street, 1930er Jahre, bekannt für Jam Sessions, insbesondere von Saxophonisten. Von Piney Brown geleitet, einem Schwarzen (Besitzer war aber Felix Payne) mit Faible für Jazz. Big Joe Turner war Blues-Shouter und Barmann. Pete Johnson war am Klavier.

### Los Angeles (Großraum)
- The Baked Potato, ab 1970, 3787 Cahuenga Blvd, Studio City
- Billy Bergs (Billy Berg’s Swing Club), Vine Street in Hollywood, besonders 1940er. Neben Modern Jazz (Charlie Parker, Dizzy Gillespie 1945) auch Swing, z. B. Lester Young 1941 und Benny Carter mit Big Band 1943. Hier fand 1947 das offizielle Debüt der Louis Armstrong All Stars statt. 1945/46 trat hier Slim Gaillard auf, 1947/48 Vic Dickenson und 1943 Zutty Singleton sowie viele weitere Jazzgrößen wie Billy Holiday, Coleman Hawkins, Kid Ory, Howard McGhee, Boyd Raeburn. Berg hatte davor einen Jazzclub im Waldorf Cellar.
- Montmartre Café, Hollywood Boulevard, 1920er, u. a. Paul Howards Quality Serenaders mit Lionel Hampton
- Cadillac Cafe, Central Avenue zwischen 6. und 7. Street, hier spielte ab 1917 Jelly Roll Morton, der mit der Sängerin Bricktop Shows hatte. Einer der ersten Clubs für Hot Jazz in Los Angeles.
- Calabasas Inn, Hollywood, 60er und 70er, Hausband war das Trio von Joes Darensbourg.
- California Club, Hollywood, 1950er
- Carmelo’s Jazz Club, 1960er- bis Mitte der 1980er-Jahre
- Casa Blanca oder Casablanca, Central Avenue, 40er Jahre, geführt vom Gitarristen Stanley Morgan. Charlie Parker spielte hier. Bop und West Coast Jazz
- Catalina Bar & Grill, Sunset Avenue
- Club Alabam, Central Avenue, Los Angeles von Curtis Mosby (Schlagzeug) in den 1920ern gegründet (als Apex Club), besonders in den 1930ern und 1940ern wichtiger Jazzclub
- Club 47, Ventura Boulevard, Ende der 40er von Nappy Lamare und Doc Rondo eröffnet, Jam Sessions, Treffpunkt von Musikern
- Cocoanut Grove, im Ambassador Hotel, Wilshire Boulevard, ab 1920er Jazz im Ball Room des Hotels. Hausband 1924 bis 1927 unter dem Schlagzeuger Abe Lyman. Später mehr Nightclub. Benny Goodman spielte hier Frühjahr 1940 und Billy Kyle 1962.
- Crescendo, Hollywood, in den 1940er Jahren von Gene Norman gegründet.
- Down Beat Club, nahe dem Club Alabam, hier spielte in den 1940ern die Bop-Band von Howard McGhee
- Finale Club, 1940er
- The Haig, Wilshire Boulevard, in den 1950ern, von John Bennett, musikal. Leiter Richard Bock (Mitgründer Pacific records), eher eine Art erweiterter Bungalow, nur kleine Combos, hier spielten unter anderem Red Norvo, Gerry Mulligan und viele West-Coast-Jazz-Musiker
- Hollywood Bowl, Open Air Arena, Jazz at the Philharmonic Konzerte fanden hier statt als Jazz at the Hollywood Bowl (u. a. 1956 Art Tatum). 1959/60 fand hier das Los Angeles Jazz Festival statt und auch die Playboy Jazz Festivals. Daneben häufig Jazz-Veranstaltungen.
- Jazz Bakery, Culver City
- Kimballs’s East[2]
- La Ve Lee. 10351 Ventura Boulevard, Studio City.
- Lighthouse Cafe, Hermosa Beach, Bereich Los Angeles, 1948 bis 1970, aber heute weitergeführt. Mehrere Live-Alben aus den 1950ern mit den Lighthouse All Stars. Geleitet von Howard Rumsey. Ein Zentrum des Westcoast Jazz.
- Philharmonic Auditorium, 1944 bis 1946 Ort der ersten Jazz at the Philharmonic Konzerte von Norman Granz. Das Gebäude, 1906 gebaut und das erste große Stahlbetongebäude in Los Angeles (das auch die Temple Baptist Church beherbergte und bis 1964 Auftrittsort der Los Angeles Philharmonic Orchestra war), wurde 1985 abgerissen. Heute (2007) ist dort ein Parkplatz.
- Palomar Ballroom, Los Angeles, Vermont Street, bekannt für Benny Goodmans Auftritte, z. B. 1935. 1939 abgebrannt.
- Plantation Club, Hollywood, in den 1940er Jahren Big Bands wie die von Count Basie.
- Manne-Hole, von Shelly Manne in Hollywood, 1960-72 (bestand nach Umzug 1972 nur bis 1974), Manne selber spielte hier regelmäßig mit seiner Band
- Shrine Auditorium, Los Angeles, 1947 fand hier eine der Just Jazz Konzerte von Gene Norman statt und auch Jazz at the Philharmonic Konzerte. Basie spielte hier 1952. Aufnahmen mit Getz 1954.
- Suzy-Q, Ende 1930er, 1940er, u. a. Red Callender, Jimmy Witherspoon.
- Tiffany Club, Hollywood (nahe The Haig), 1950er, u. a. Billie Holiday, Charlie Parker, Stan Getz, Chet Baker
- Trade Winds, Inglewood, 1950er (Inhaber Harry Babasin)
- Zardi’s oder Sardi’s, Hollywood Boulevard, Ende 1940er, 1950er

### New Orleans

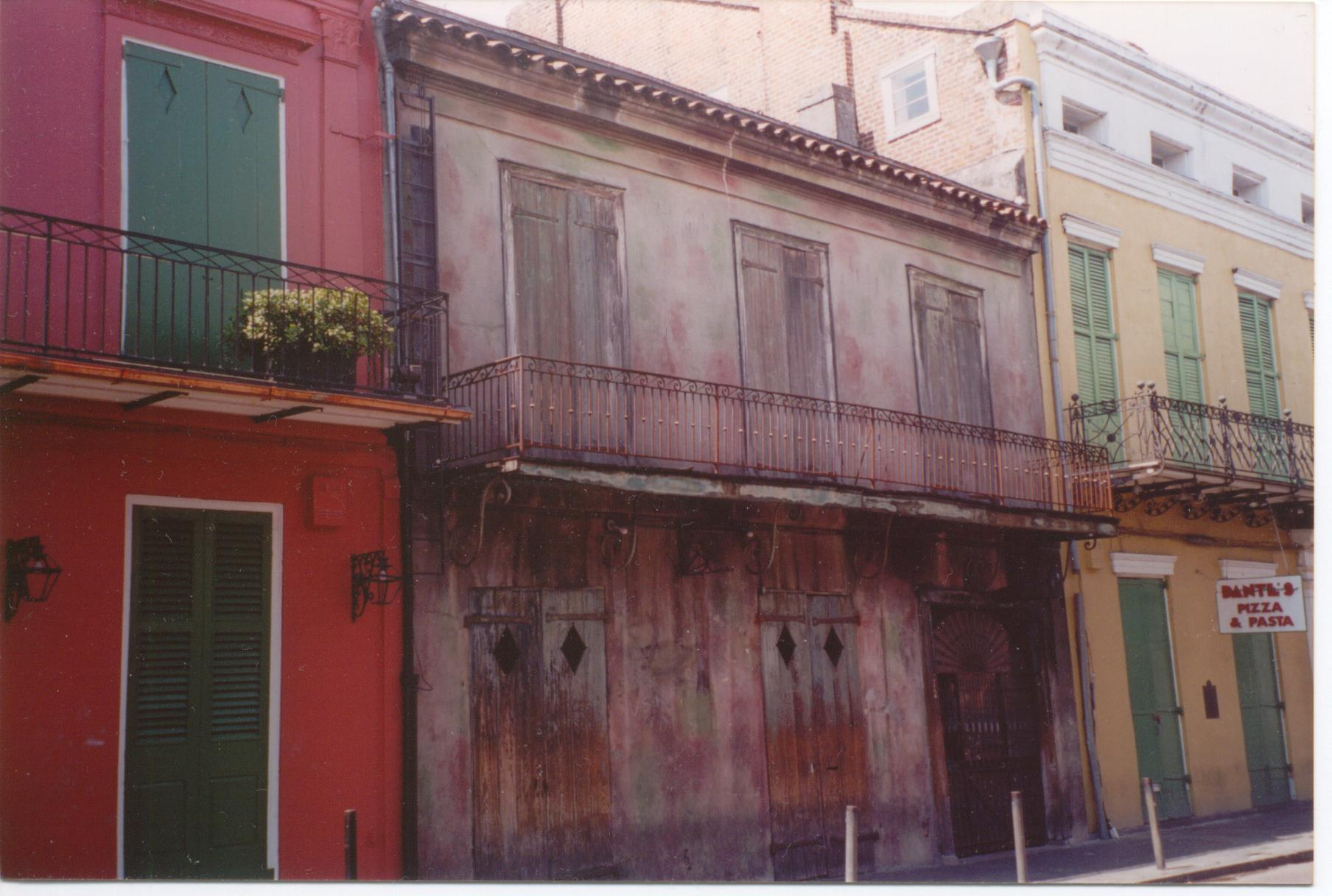
Die Fassade der Preservation Hall (2001)

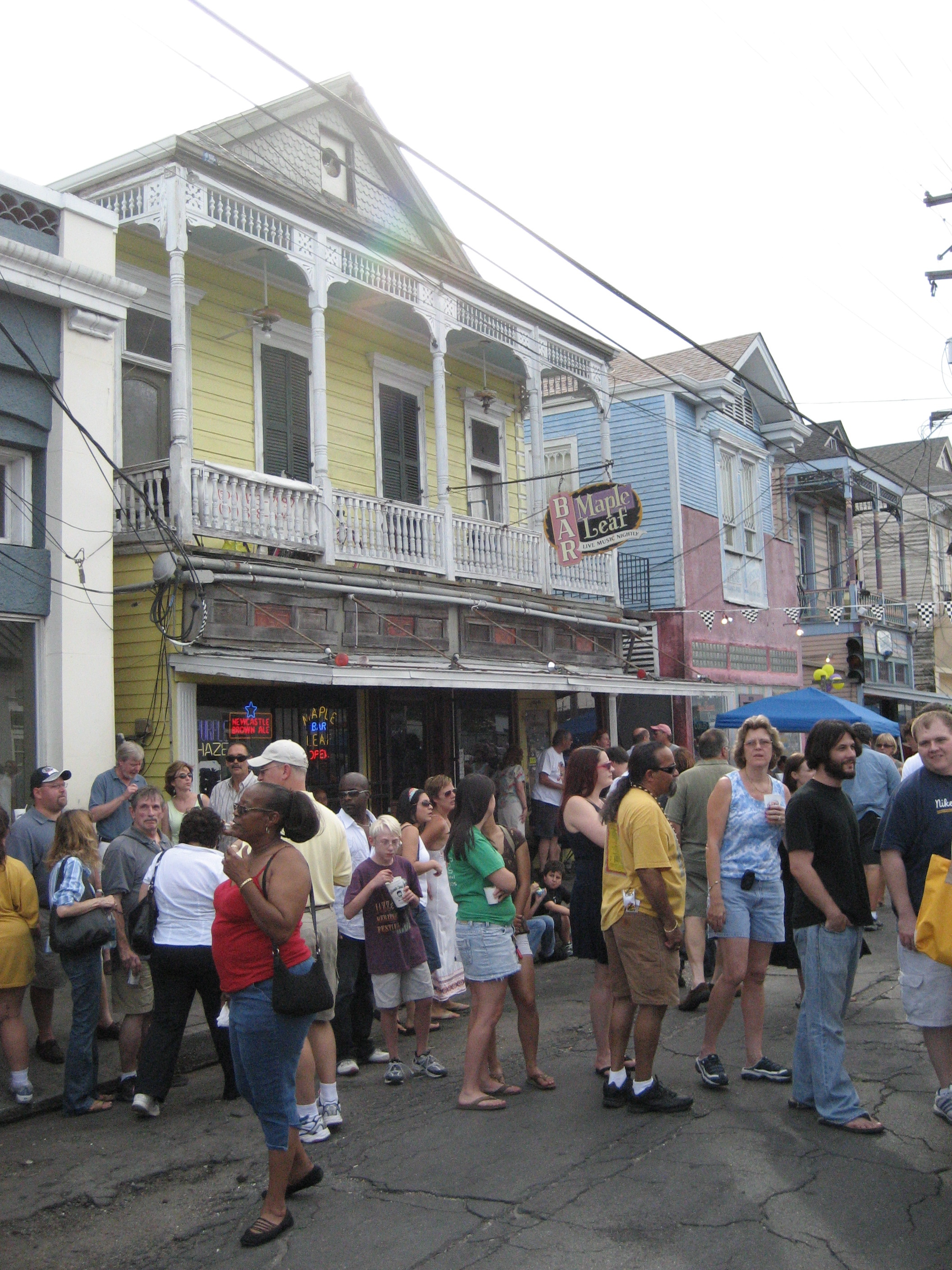
Maple Leaf in der Oak Street 2007

- Artisan Hall, Anfang des 20. Jahrhunderts, z. B. Sidney Bechet
- Cadillac Club, dort spielten 1914/15 Willie Hightower und seine Band.
- Fewclothes Cabaret, 1902 eröffnet, Basin Street
- Bienville Roof Gardens, auf dem Bienville Hotel, 1920er
- Gypsy Tea Room, 1432 St. Anne Street, 1930er, z. B. Kid Rena´s Band. Nannte sich Largest Nightclub of the South.
- Halfway House, Tanzhalle auf halbem Weg zwischen Lake Pontchartrain und der Stadt, 1915 von den Gebrüdern Rabinsteiner gegründet. Hier spielten in den 1920ern die Band von Abbie Brunies (Halfway House Orchestra, bis 1927 dort spielend) mit Leon Roppolo. Jazz bzw. Tanzmusik wurde hier nur bis 1930 gespielt. Es war später Eiscafé und nach dem Zweiten Weltkrieg Sitz einer Schädlingsbekämpfungsfirma, bevor es 1995 durch Feuer beschädigt wurde. Es besteht aber noch (102 City Park Avenue).
- Famous Door, ein früherer Dixieland-Club, Ecke Bourbon und Conti Str., hier spielten lange die Dukes of Dixieland
- Dixieland Hall, Bourbon Street 522, 1971 geschlossen. Hier nahmen unter anderem Sweet Emma Barrett und Papa French auf.
- Donna’s, North Rampart Street
- Eagle Saloon & Oddfellows Hall, Rampart Street/Ecke Perdido Street, noch erhaltenes Gebäude aus dem 19. Jh. unter Denkmalschutz, hier spielte die Eagle Band und Buddy Bolden.
- Fritzel’s European Jazz Pub, Bourbon Street, 1969 von Gunter Seutter gegründet.
- Funky Butt, North Rampart Street, Modern Jazz, benannt nach der Funky Butt Hall (Ende 19. Jh./Anfang 20. Jh.), in der z. B. Buddy Bolden spielte (später Kirche, dann abgerissen)
- Louis Armstrong Park, Rampart Street, am Ort des früheren Congo Square aus dem 19. Jh., ehemaliger Treffpunkt der Sklaven in New Orleans
- Lulu’s White Mahagony Hall, exklusives Bordell von Lulu White, Jelly Roll Morton spielte hier als Pianist, in den 1950ern abgerissen.
- El Morocco, 200 Bourbon Street, Club des Dixieland Revival in den 1940er Jahren. George Lewis spielte dort 1949 bis 1951.
- The Maple Leaf Bar, gegr. 1974
- New Orleans Jazz Market, Oretha Castle Haley Boulevard, 2015 eröffnet mit einem Theater mit 370 Sitzen und der Bolden Bar, Sitz des New Orleans Jazz Orchestra
- Paddock Lounge, ab Ende 1940er bis Anfang 1950er, Bourbon Street
- Pete Lala’s Café, Ecke Iberville und Marais Streets, Storyville, 1907 eröffnet von Clarence Williams, dort spielte Kid Ory mit King Oliver. 1916 nach dem Weggang von Williams in Manhattan Cafe umbenannt.[3]
- Preservation Hall, 726 St. Peter Street, French Quarter, seit 1961
- Snug Harbor, Frenchmen Street, Modern Jazz
- Tin Roof Café (oder Dance Hall). Genauer Standort umstritten. Als Jazz-Spielstätte bis 1910, nach ihr ist der Tin Roof Blues benannt.

### New York City

#### Manhattan
- Algonquin Hotel, Oak Room

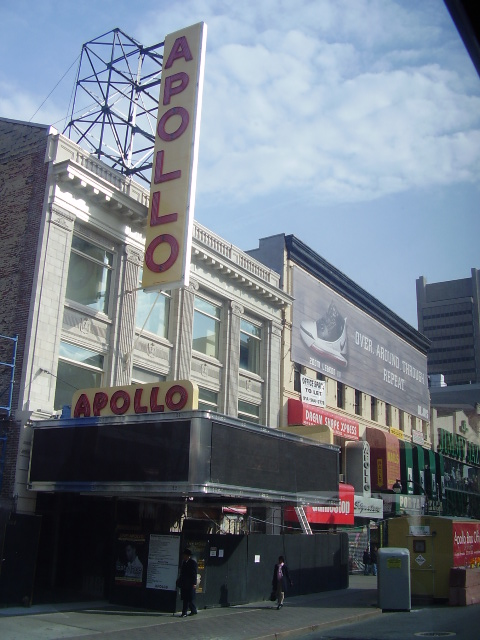
Apollo Theater in Harlem

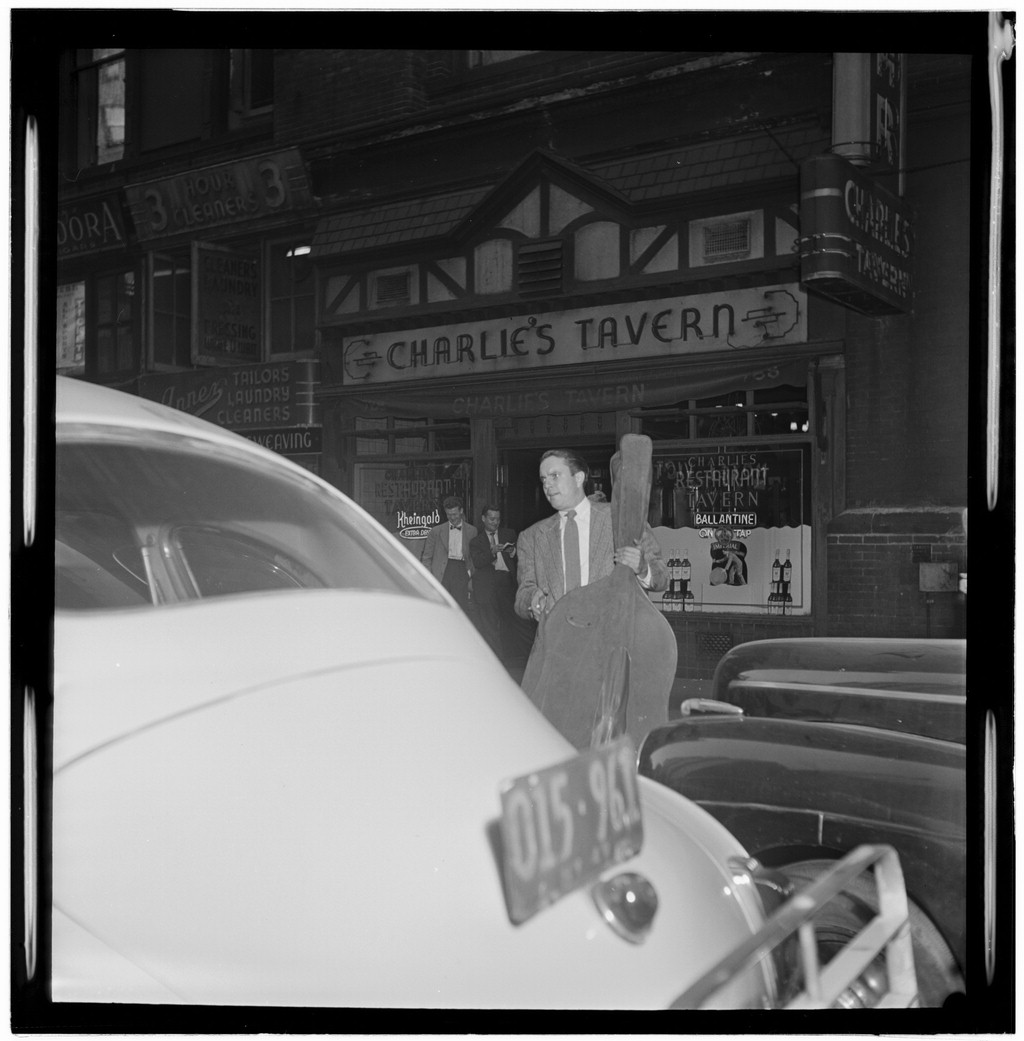
Bob Haggart vor Charlie’s Tavern

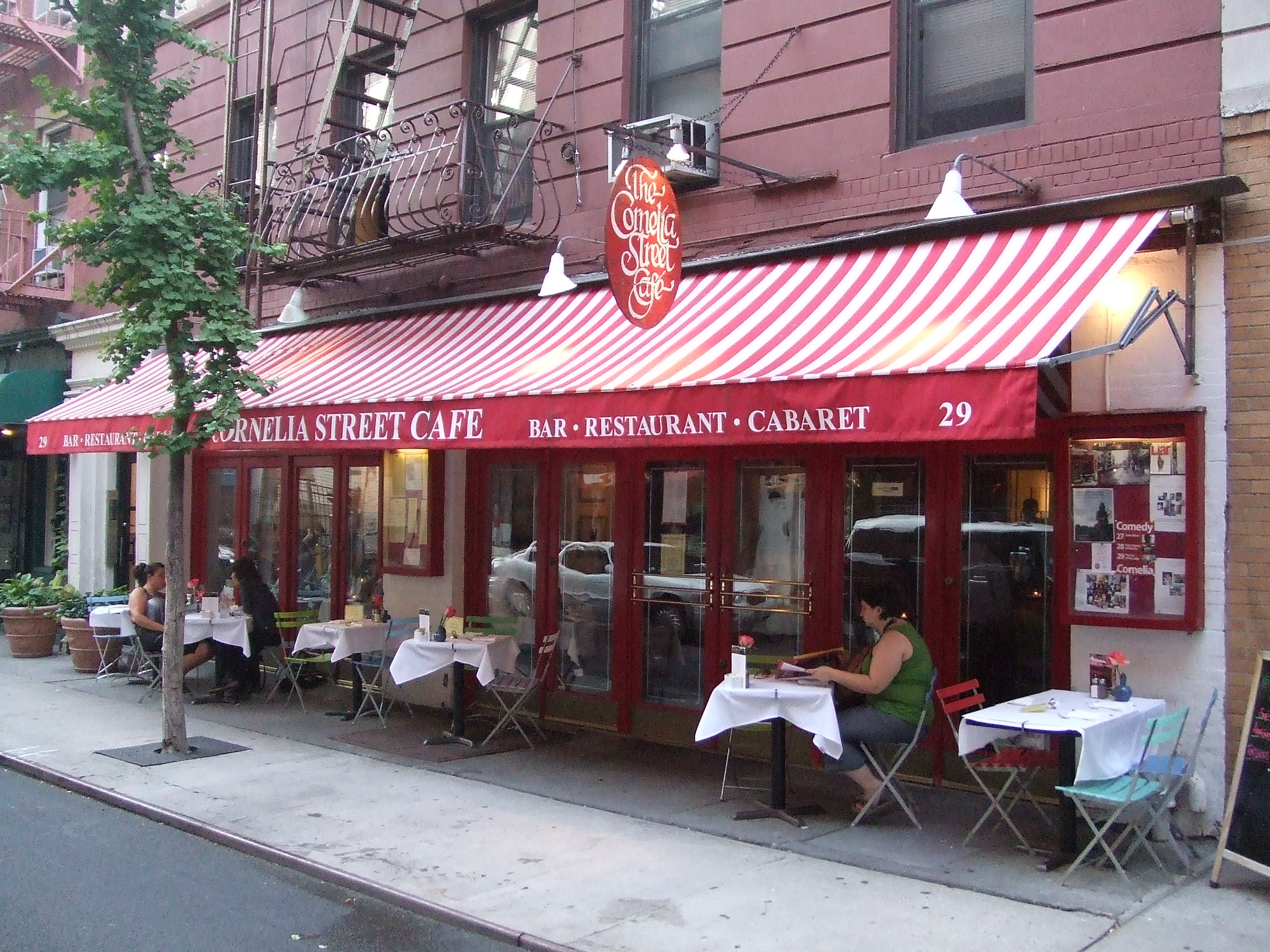
Das Cornelia Street Cafe im Greenwich Village, New York City 2009

- Ali’s Alley, Rashied Alis Loft-Club in Greenwich Village (North Green Street), 1973 bis 1979. Neben Ali spielten hier auch unter anderem Archie Shepp, Gunter Hampel.
- American Legion Post 398, 248 W 132nd Street, Harlem
- The Angry Squire, wurde von Frank Godin geführt (216 Seventh Avenue, nahe 23d Street). Dort traten ab 1973 bis 1990 u. a. Chris Byars,[4] Warren Chiasson/Chuck Wayne,[5] Cedar Walton,[6] Larry Vuckovich (mit Harvey Schwartz und Peter Leitch),[7] Bob Cunningham/Billy Higgins,[8] Kenny Barron, Clifford Jordan, Dakota Staton,[9] Hank Mobley, Duke Jordan und Jay Rosen[10] auf.
- Apollo Theater, Harlem
- Audubon Ballroom, Harlem
- Baby Grand, 319 West 125th Street, Harlem, Mitte 1940er bis 1989. Cabaret, in dem auch Komiker auftraten. Hier trat unter anderem Joe Turner auf.
- Band Box, 132. Straße, 1930er. Es gab auch 1953 einen gleichnamigen Club nahe dem Birdland am Broadway; der Club bestand zwar nur einige Monate, dort spielten aber u. a. Ellington, Tatum, Bechet, Hines, Machito und Basie.
- Barron Wilkins’ Exclusive Club, 198 West 134th Street Ecke Seventh Avenue in Harlem. Bestand von 1915 bis ≈1925, ein Black and tan Club (gemischtrassiges Publikum)
- Basin Street, Broadway/51 Street, im Gebäude des Roseland Theater (das Gebäude steht nicht mehr), Anfang der 1950er bis 1959, betrieben von Ralph Watkins. Hier spielten u. a. Buck Clayton, Erroll Garner. 1959 schloss Watkins den Club und eröffnete den Basin Street East (zuerst Casa Cugat genannt), der bis in die 1960er bestand. Mainstream und Swing, u. a. Ellington, Basie, Hampton, Garner, Rex Stewart, Dicky Wells.
- Birdland, Broadway, berühmtester Jazz Club der 1950er, in den 1960ern geschlossen, wurde aber mehrfach (an anderer Stelle) neu eröffnet
- Blue Coronet, Brooklyn, 1950er
- Blue Note, Greenwich Village, 1981 gegründet
- Boomer’s, 340 Bleecker Street, 1971 bis 1977, Bop und Soul Jazz. Cedar Walton nahm hier 1973 auf.
- Bop City, Midtown, um 1950, Auftritte u. a. von Machito, Elliot Lawrence und Lionel Hampton (Mitschnitte), ferner von Charlie Barnet, Dizzy Gillespie, Jackie Cain, Gerry Mulligan.
- The Bottom Line
- Bradley’s, 70 University Place (an der 11th Street), von Bradley Cunningham 1977 bis 1988 geleitet, von Cunninghams Witwe noch bis Mitte der 90er Jahre weitergeführt
- Breezin Lounge, Ende der 1970er von George Benson in Harlem gegründet. Er spielte dort auch und rekrutierte Nachwuchstalente.
- Cafe Bohemia, Greenwich Village, 1950er; bekannt durch Charles Mingus’ frühe LP Mingus at the Bohemia (1955)
- Café Society, Sheridan Square ab 1938 bis 1948, berühmt für Billie Holidays Auftritte
- Carnegie Hall
- Cameos, 169 Columbus Avenue. Eddie Henderson, Richard Wyands traten hier auf.
- Capitol Palace, Lenox Avenue, zw. 139. und 140. Street
- Casey’s, 142 West 10th Street. Hier trat regelmäßig Nico Bunink auf.
- Charlie’s Tavern, Musikertreffpunkt, 1940er- und 50er-Jahre
- Clark Monroe’s Uptown House, Harlem
- Club Baron, Harlem, 437 Lenox Avenue. 1950er- bis 70er-Jahre; Dizzy Gillespie, Jimmy Smith spielten hier.
- Connie’s Inn, 131st Street, Harlem, 1920er, von Connie und George Immermann 1923 gegründet, war Konkurrenz zu Cotton Club. Bestand auch in den 1950er Jahren, war Treffpunkt von Jazzmusikern und lag direkt gegenüber Small’s Paradise. Wie dieser ein black and tan club (gemischtrassiges Publikum)
- Continental, Brooklyn, 1950er
- Cookery, 21 University Place, 1970er, frühe 1980er, Mary Lou Williams und Alberta Hunter traten hier in den 1970er Jahren auf
- Cornelia Street Cafe, im Greenwich Village, 29 Cornelia Street  (besteht seit 1977)
- Cotton Club, Harlem, Lennox Avenue, um 1922 bis 1940, berühmte Jazz-Venue, u. a. Cab Calloway, Duke Ellington, Fletcher Henderson, für weißes Publikum, die Künstler waren aber Farbige.
- Count Basie’s, gehörte Count Basie, Harlem, 7th Avenue, Ecke 132nd Street, 1950er, 1960er, für die Basie Band allerdings zu klein (trat dort nie auf)
- Downbeat, 70er. Lexington/42nd Street. Bobby Hackett, Teddy Wilson, Vic Dickenson und Anita O’Day spielten hier
- Eddie Condon’s, 47 West 3rd Street, bestand 1945 bis 1985 (von Condon bis 1967 geführt)
- The Embers, East 54th Street, Ende 1940er bis 1960er. Unter anderem Mary Lou Williams, Roy Eldridge, Buck Clayton, Art Tatum, Stuff Smith. Später Earl Hines mit Eddie Heywood und in den 1960er Jonah Jones.

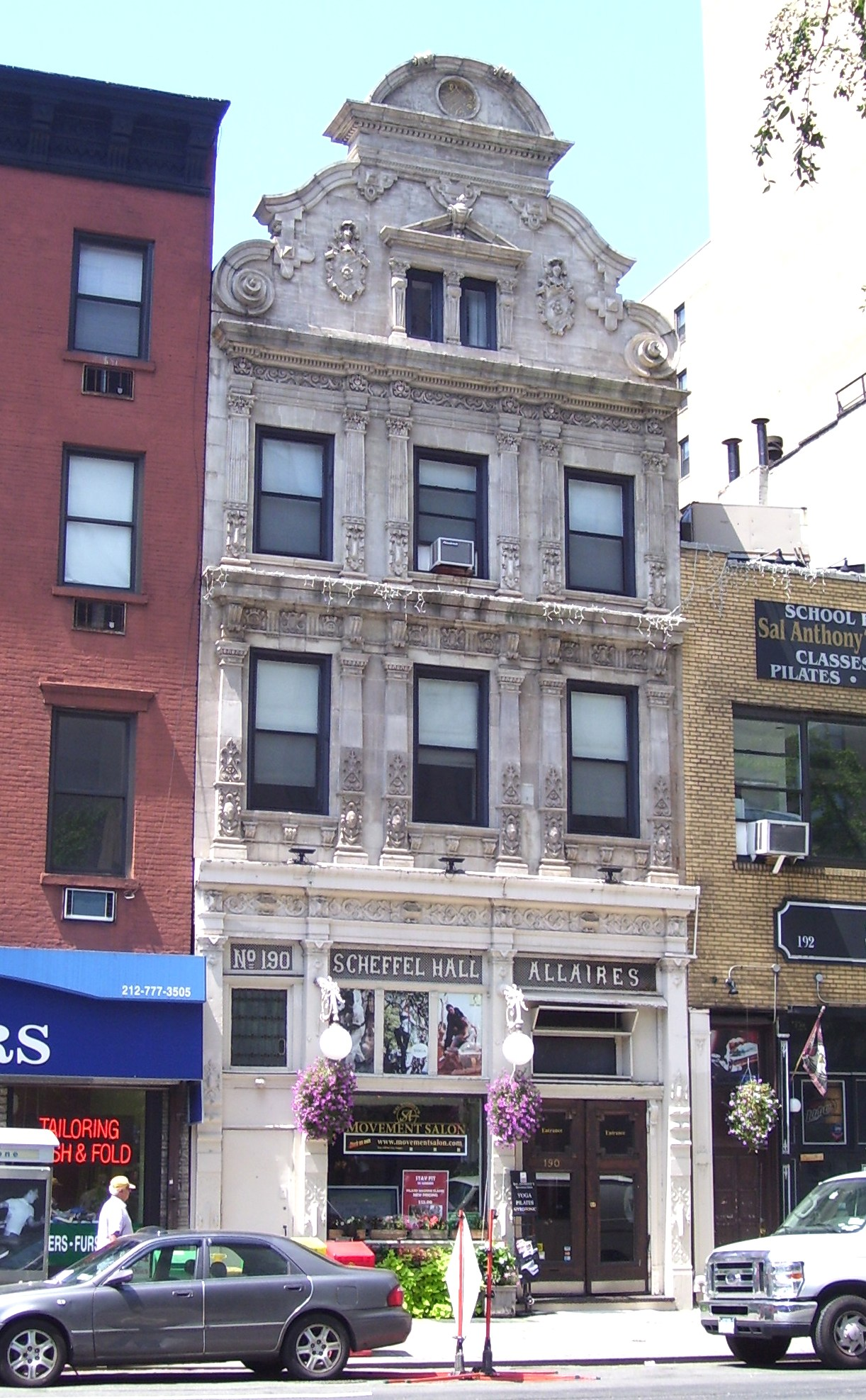
Die Scheffel Hall, in dem sich der Jazzclub Fat Tuesday’s befand

- Environ, 476 Broadway, 1970er-Jahre
- Exclusive Club, West 134th Street/7th Avenue, black and tan Club des Geschäftsmanns Barron Wilkins, ab Anfang der 1920er Jahre. Hier traten Bricktop auf und Duke Ellington hatte hier außerhalb Washingtons in New York sein Debüt. Einer der führenden Vergnügungszentren in Harlem als Vorläufer späterer Clubs wie des Cotton Club, Small’s Paradise oder Connie’s Inn. Die Tage des Clubs endeten, nachdem Barron 1924 erschossen wurde.
- Fat Cat, 75 Christopher Street
- Fat Tuesday’s, Third Avenue, 1980–1990er Jahre
- 55 Bar, 55 Christopher Street
- Five Spot, East Village, 5 Cooper Square (nahe Astor Place), Mitte 1950er bis 1960er Jahre
- Greene Street Café, SoHo Building, Greene Street
- Gregory’s, 63rd/First Avenue, 1970er- und 80er-Jahre
- The Guitar, 70er-jahre. 10th Avenue/51st Street. Ron Carter, Gene Bertoncinci und Jim hall spielten hier.
- The Half Note, Greenwich Village, 296 Spring Street (Ecke Hudson Street), 1957–1974, ab 1972 an anderer Stelle. Bekannt für Modern Jazz, unter anderem Charles Mingus, Wes Montgomery, Lennie Tristano, John Coltrane.
- Iridium Jazz Club, 1994 eröffnet, Broadway
- Jazzclubs der 52nd Street der 1930er und 1940er Jahre, insbesondere: The Onyx, Downbeat, Three Deuces, Jimmy Ryan’s, Harlem Uproar House, Yacht Club, The Famous Door, Spotlite Club, Hickory House, Kelly’s Stable, Tondelayo’s
- Jazz Gallery, Greenwich Village, 80 St. Marks Place, 1959 von den Termini Brüdern (Besitzer des Five Spot) gegründet, 1960er Jahre – 1959/60 spielte hier Benny Golson’s Jazztet und 1960 John Coltrane. 1961 Gil Evans mit Orchester und Joe Williams. 1962 Charles Mingus.
- Jazz Gallery (1160 Broadway), wird von einem gemeinnützigen Verein geführt.
- Jazz Standard, 116 East 27th Street, Ende 2020 in Folge der COVID-19-Pandemie in New York City geschlossen
- (Jazz at) Kitano, kleiner Jazzclub in einem japanischen Hotel in der Park Avenue. Dort traten seit Mitte der 2000er-Jahre u. a. Mike DiRubbo, ll Cantrall, Rich Perry, Andy LaVerne, Johannes Enders, Frank Kimbrough, Dick Hyman/Ken Peplowski und Fred Hersch/Julian Lage auf. Dort entstanden u. a. Aufnahmen von Bill Cantrall (Live at the Kitano)
- Knickerbocker Saloon, später Knickerbocker Bar & Grill, 70er- bis 90er Jahre. Dort traten u. a. Roland Hanna und Judy Carmichael auf.
- The Knitting Factory, East Village, 1987 gegründet
- The Ladies’ Fort (2 Bond Street), 1970er-Jahre
- Lafayette Theater, Harlem, 1915 gegründetes Variete, hier spielten auch Fats Waller, Duke Ellington, Bennie Moten, Fletcher Henderson, 1935 in Kino umgewandelt

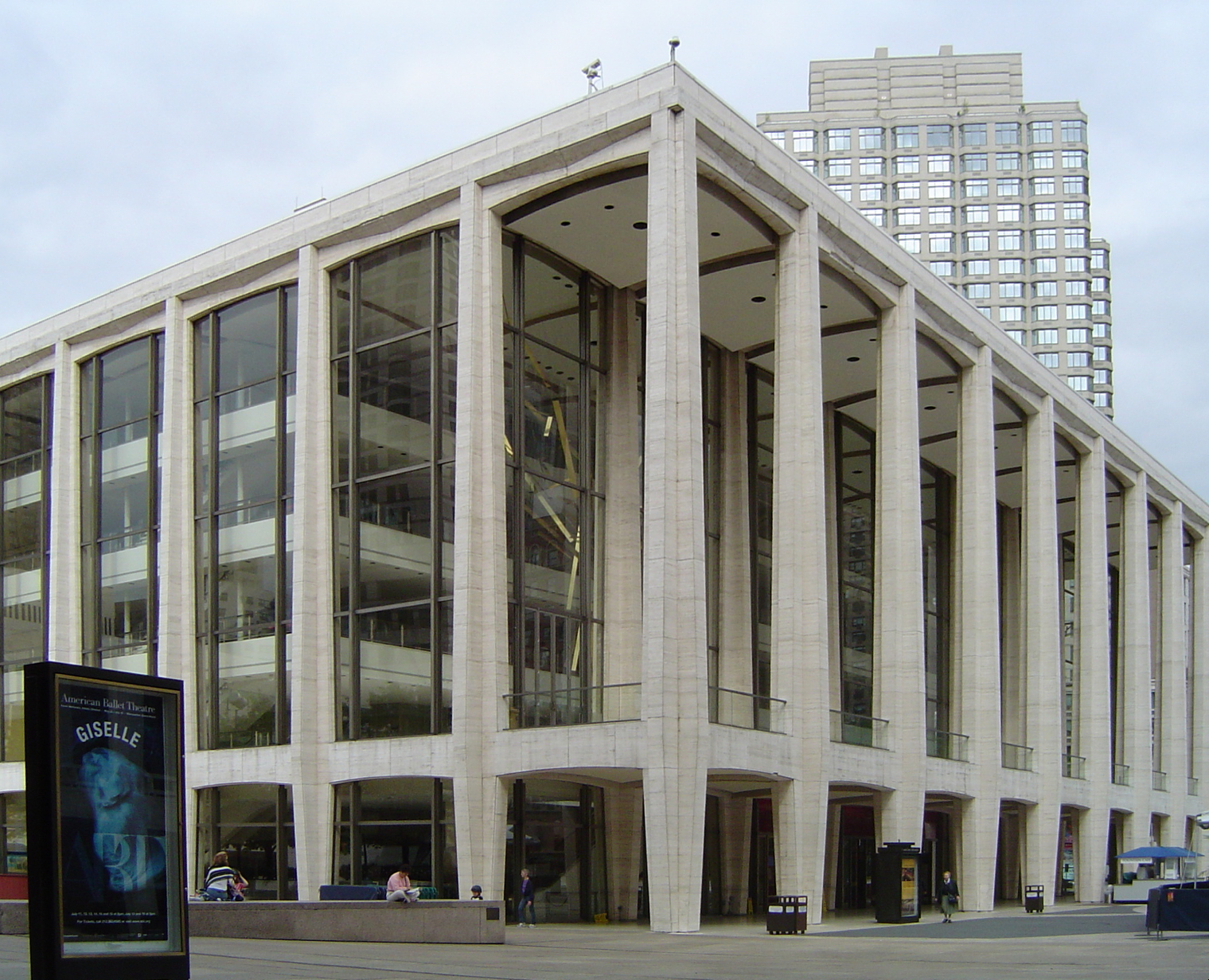
Lincoln Center

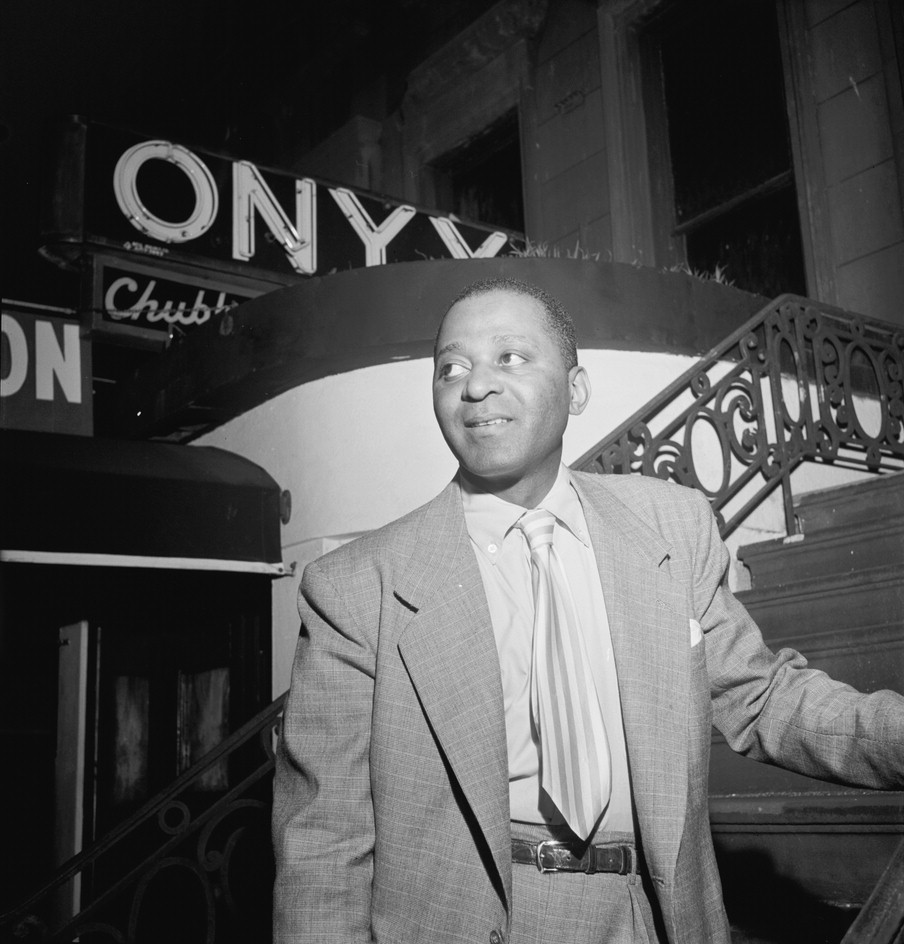
Wilbur De Paris vor dem Onyx, Juli 1947

- Larson’s, 1160 Third Ave., 70er-Jahre. Ellis Larkins trat dort auf
- Lenox Lounge, Harlem, gegr. 1939
- Le Poisson Rouge (Musik, Multimedia, Kabarett) seit 2008, gegründet von Justin Kantor & David Handler am früheren Standort von The Village Gate. 158 Bleecker Street
- Lincoln, Harlem, 58 West 136th Street, Variete, Fats Waller war dort in den 1920er Jahren Hausorganist
- Lincoln Center, Veranstaltungsort von Jazz at Lincoln Center und Bildungsstätte
- Luckey’s Rendezvous (später St. Nick’s Pub), Harlem, 773 St. Nicholas Avenue
- Metropole Cafe, 7. Avenue/West 48th Street, ab Anfang der 1950er bis 1960er. Mainstream Jazz, u. a. Henry Red Allen (der hier auch MC war von 1954 bis 1967), Roy Eldridge, Zutty Singleton, Coleman Hawkins, Cozy Cole. Kurze Zeit in den 1960ern auch separater Raum für Modern Jazz (u. a. Sonny Rollins).
- Mezzrow, 163 W 10th Street
- Michael’s Pub, Midtown (211 East 55th Street), 1970er bis 90er-Jahre, ab 1972 trat dort Woody Allen mit seinem Septett auf.
- Mikell’s (benannt nach seinem Besitzer Pat Mikell), Upper West Side (760 Columbus Avenue, Ecke 97th Street). U. a traten dort in den 1970er-Jahren Chico Hamilton,[11] Joe Beck, David Sanborn,[12] später Art Blakey and the Jazz Messengers auf.[13] In dem Veranstaltungsort hatte die Sängerin Whitney Houston erste Auftritte als Solistin; der Trompeter Wynton Marsalis debütierte dort. Regelmäßig spielte in dem Club die Formation Stuff. Spätnachts fanden dort häufig Jamsessions statt. Das Mikell’s schloss 1991.[14] Der Veranstaltungsort „mit der Atmosphäre einer Eckkneipe“[15] galt Mitte der 1980er-Jahre als einer führenden Jazzclubs New Yorks;[16] zu den regelmäßigen Gästen gehörte u. a. der Schriftsteller James Baldwin.[17] Der Club schloss 1990 seine Pforten.[15]
- Minton’s Playhouse, Harlem
- The Needle’s Eye, 7 Nunth Ave., 70er-Jahre. Harold mabern spielte hier
- Nicks Tavern oder Nick’s, Greenwich Village, West 10th Street und 7th Avenue (ab 1937), 1936 gegründet von Nick Rongetti, besonders in den 1930er Jahren. Steak-Restaurant. Bestand bis 1963. Ab den 1930er Jahren Zentrum des Dixieland Revivals (mit Bobby Hackett, Pee Wee Russell, Zutty Singleton, George Brunies, Sidney Bechet, Muggsy Spanier, Meade Lux Lewis, Wild Bill Davison, Miff Mole, Billy Butterfield).
- The Open Door, der Club bestand nur 1953/54, als Robert Reisner ihn zum Auftrittsort für Bop-Musiker machte. Tony Fruscella und Charlie Parker traten dort auf.
- Patsson’s, 158 West 72nd Str. Pepper Adams trat dort auf.
- Palladium (Tanzclub)
- Pee Wee’s. 202 Avenue A. Cedar Walton spielte hier in den 1970ern
- Plaza 9. 2 West 59th Street. Marty Napoleon leitete in den 1970ern die Hausband. Red Norvo, Lionel Hampton, Oscar Peterson, Earl Hines, Dorothy Donegan und Charlie Byrd spielten hier.
- Podd’s and Jerry’s, Harlem (168 West 132nd Street, bestand von 1925 bis 1935)
- Port of Call East, 70er-Jahre. hier spielten u. a. Clark Terry, Sun Ra, das Thad Jones/Mel Lewis Orchestra, Warren Chiasson, Kenny Dorham, Charles Tolliver, Charles McPherson und Booker Ervin
- Renaissance Ballroom, Harlem

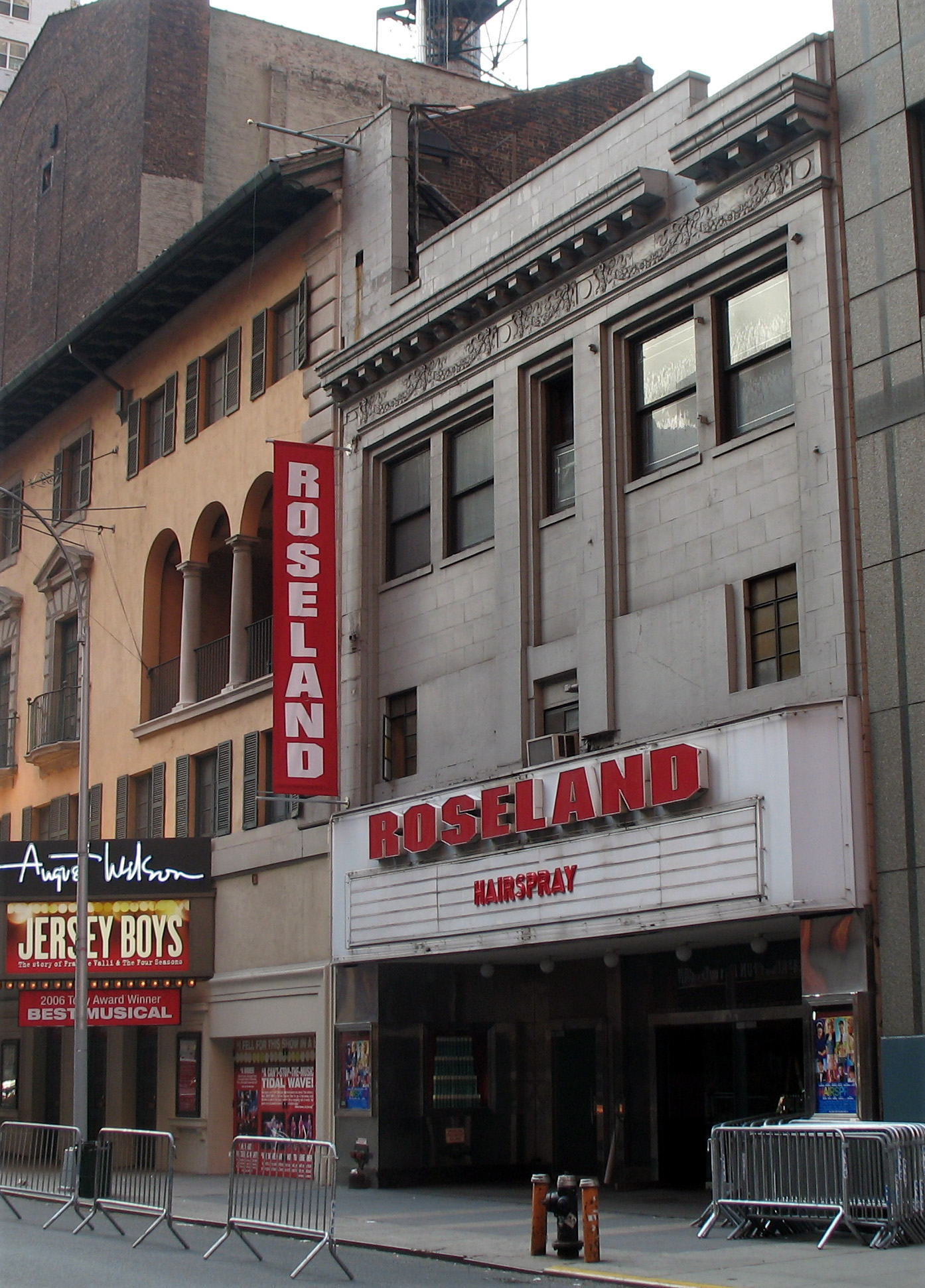
Das Roseland Ballroom in New York City

- Rhythm Club, Harlem, 1920er und 1930er Jahre, bekannt als Ort von Cutting contests und Jam sessions, gehörte dem Posaunisten und Politiker (Musiker-Gewerkschaft Local 802) Bert Hall. 1932 musste er verkaufen, da die Gewerkschaft ihren Funktionären den Besitz von Clubs untersagte. Später leitete Minton den Club, bevor er 1938 Minton’s Playhouse gründete, das die Atmosphäre des alten Rhythm Club als Musikertreffpunkt weiterführen sollte. Einige Zeit war Willie „The Lion“ Smith Hauspianist.
- Roosevelt Grill, Vanderbilt Avenue/Ecke 45th Street. 1970er. Yank Lawson, Bob Haggart, Toots Thielemans, Dick Hyman, Bobby Hackett, Vic Dickenson spielten hier
- Roseland Ballroom, ursprünglich 1917 in Philadelphia gegründet, 1919 in New York City am Broadway eröffnet – hier spielte Fletcher Henderson mit seinem Orchester bis 1942; ferner spielten hier die Orchester von Vincent Lopez, Harry James, Louis Armstrong, Tommy Dorsey und Glenn Miller. Der Auftritt von Count Basie bedeutete einen Wendepunkt in seiner Karriere („Roseland Shuffle“).
- Royal Roost, 1674 Broadway/West 47th Street, ab 1945, gegründet von Ralph Watkins (der 1948 wegging um Bop City zu betreiben) und Morris Levy (später im Birdland). Bis in die 1950er. Auftrittsort für Modern Jazz (Miles Davis, Parker, Tristano), aber auch Lunceford (ganz am Anfang) und Lester Young.
- Savoy Ballroom, Harlem, bekannt als Swing-Tanzhalle („Home of happy feet“) mit Chick Webb und seinem Orchester und den Battle of Bands.
- Seventh Avenue South, Club der Brecker-Brüder, 70er/80er-Jahre
- Showman’s Cafe. Harlem, 2321 Eight Ave., ab 1990er-Jahre; dort trat u. a. Seleno Clarke und Joey Cavaseno/Mark McGowan auf. Sein Besitzer Al Howard starb Ende 2020 an den Folgen von COVID-19
- Slug’s Saloon, 242 East Third Street, Hardbop Treffpunkt, Mitte 1960er bis 1972. Hier wurde Lee Morgan erschossen.
- Signs of the Zodiac. Broadway/136nd Street. Warren Chiasson und Joe Farrell spielten hier
- Smalls, Greenwich Village, 183 West 10th Street (Ecke Seventh Avenue South)
- Small’s Paradise in Harlem, 1925 von Ed Smalls gegründet, bestand bis in die 1950er, in den 1920er und 1930er Jahren Charlie Johnson’s Paradise Orchestra (229 1/2 7th Avenue an der 135th Street), gehörte in den 1950ern dem Basketball-Star-Spieler Wilt Chamberlin. Ein Black and tan Club (gemischtrassiges Publikum)
- Smoke
- St. Nick’s (oder: St. Nicholas) Ballroom, 1950er
- St. Peter’s Lutheran Church, 619 Lexington Avenue/54th Street, ist traditionell seit dem Wirken des „Jazz-Pastors“ John Gensel (1917–1998) die Jazz-Kirche von New York. Hier fanden die Trauerfeierlichkeiten von Duke Ellington, Coleman Hawkins, Billy Strayhorn (der der Kirche sein Klavier vermachte) und vielen anderen statt und es finden seit 1965 regelmäßig nachmittags um 17 Uhr Jazzmessen und -vespern mit wechselnden Musikern statt sowie Konzerte und Festivals[18]
- Storyville 41th Street East/Ecke 58th Street. 1970er-Jahre; Auftritte u. a. von Junko Mine, Sun Ra (Unity, 1977)
- Studio Rivbea, Loft von Sam Rivers, benannt nach seiner Frau Bea, 1970 bis 1980
- Sweet Basil, 1975 gegründet; hier fanden die Sessions zu Wildflowers – The New York Jazz Loft Sessions statt. Bekannt durch Alben u. a. von Kenny Barron und Gil Evans´ Monday Night Orchestra, der Club schloss 2001.
- Sweetwater’s, 170 Amsterdam Avenue. 70er- bis 90er-Jahre. Bill Doggett trat hier auf.
- The Tin Palace, 325 Bowery, 1970er- und 80er-Jahre
- Tony’s, Brooklyn, 1950er
- Town Hall (New York City)
- The Village Gate, Greenwich Village, 160 Bleecker Street, ab 1958. Neben dem Haupt-Club die Terrace Bar und Top of the Gate. Hauptsächlich Modern Jazz, ab 1980er zunehmend Jazz-Rock und Latin.

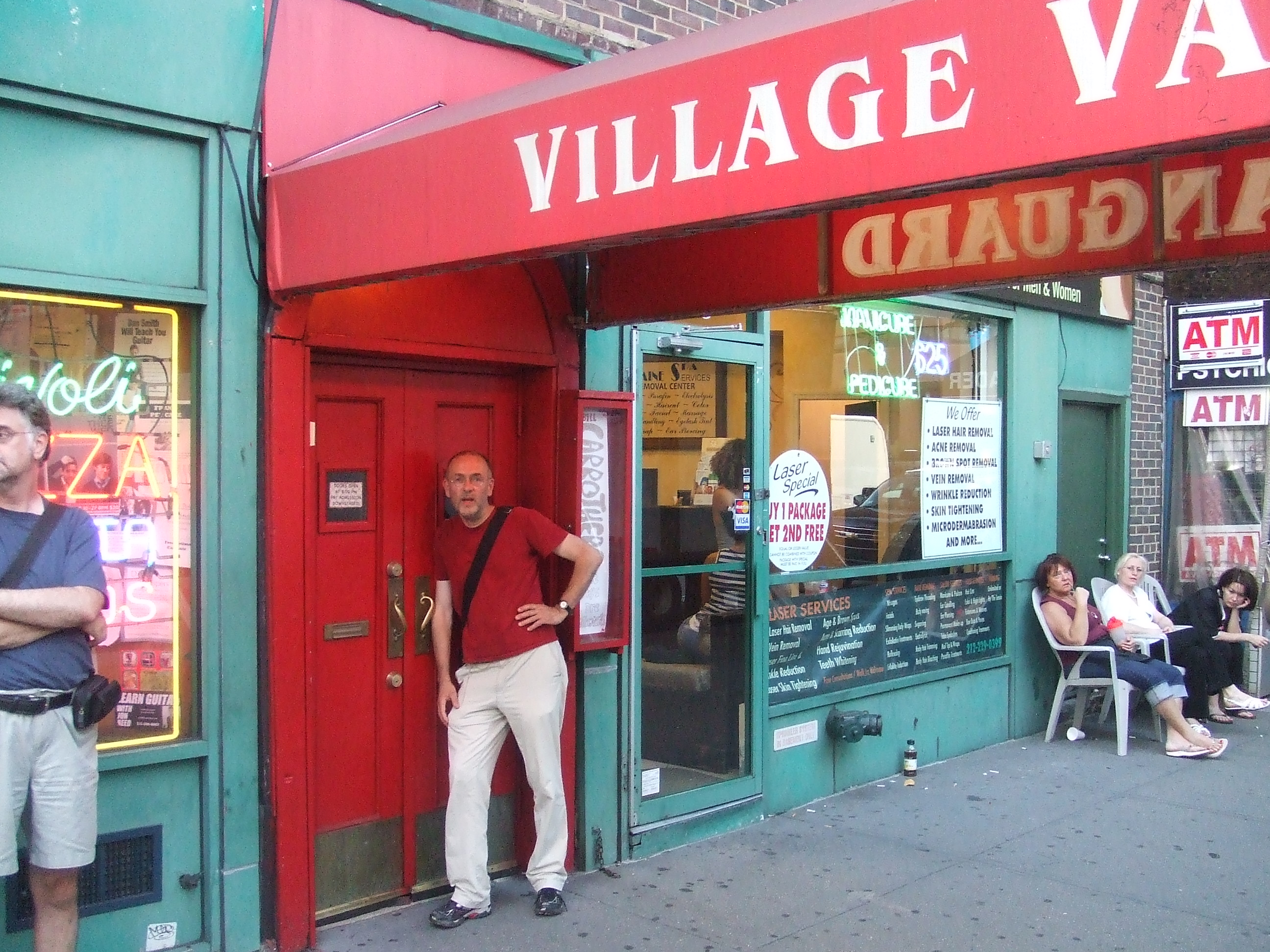
Vor dem Village Vanguard in New York City 2009

- Village Vanguard, Greenwich Village, 7th Avenue, ältester noch bestehender Jazzclub in New York, 1935 von Max Gordon gegründet.
- Visiones, Jazzclub in Greenwich Village in den 1980ern und 1990ern, hier trat 1993 bis 1998 die Bigband von Maria Schneider regelmäßig auf. Ende der 1990er Wechsel zu Funk/Rhythm and Blues.
- Well’s (oder Well’s Chicken and Waffles), Harlem, 1950er
- West Boondock, 70er-Jahre
- West End Cafe, 2911 Broadway, 70er und 80er Jahre
- Zinc Bar, 82 West 3rd Street
- Zinno, 126 West 13th St. Cecil McBee, Marcus Belgrave, Kirk Lightsey spielten hier.

#### Brooklyn
- Barbès, Label und Veranstaltungsort für Jazz- und Weltmusik, 9th Street Ecke 6th Ave. (Park Slope), Mitschnitte von Tony Malaby und Frode Gjerstad, Auftritte u. a. von Curtis Hasselbring, Tomas Fujiwara
- Brooklyn Academy of Music aka BAM, 30 Lafayette Ave. (Ashland Place), Mitschnitte vom World Saxophone Quartet
- Douglass Street Music Collective, 295 Douglass St., Gowanus, Auftritte von Ingrid Laubrock, Gerald Cleaver, musikereigene Spielstätte mit Auftritten u. a. von Matt Bauder, Frank Carlberg, Matt Holman, Tanya Kalmanovitch, Noah Kaplan, Matt Moran, Josh Sinton
- IBeam, Gowanus-Viertel, gegründet 2008
- Korzo Restaurant, 667 Fifth Avenue, Ecke 20th Street, Park Slope, Konceptions music series von James Carney, mit Ravi Coltrane, Kris Davis, Andrew D’Angelo & George Garzone
- JACK NY, 505 ½ Waverly Ave, Auftritte von Taylor Ho Bynum, Steve Swell, Daniel Carter
- Lark Café, 1007 Church Ave (zw. 10th St & Stratford Rd), Propect Park South, Intuit Concert Series, u. a. mit Thomas Heberer, Harris Eisenstadt
- LaunchPad, 721 Franklin Avenue
- Out of Your Head, Freddy’s Bar, 627 5th Ave, South Slope, Auftritte von Josh Sinton
- Seeds, 617 Vanderbilt Ave, Prospect Heights, Auftritte von Miles Okazaki, Mary Halvorson
- ShapeShifter Lab, 18 Whitwell Place, Gowanus, Auftritte von Nels Cline, Tim Berne, Jim Black, Michael Formanek
- Roulette Intermedium, 509 Atlantic Avenue (Nähe Third Avenue; war vor 2011 in Manhattan)
- Tonic
- Up Over Jazz Cafe, 351 Flatbush Ave, Park Slope, 2000er-Jahre

### Großraum New York
- Frank Dailey’s Meadowbrook, Cedar Grove (New Jersey)

### Philadelphia
- Blue Note, hier spielte Charlie Parker 1954
- Earle, 1950er, Mainstream, Bop, heute abgerissen
- Ortlieb’s Jazz Haus
- Philadelphia Clef Club of Jazz and Performing Arts Philadelphia, Pennsylvania
- Showboat, 1409 Lombard Street, führender Jazzclub in den 1950ern. In den 1990ern psychiatrische Klinik.

### San Francisco

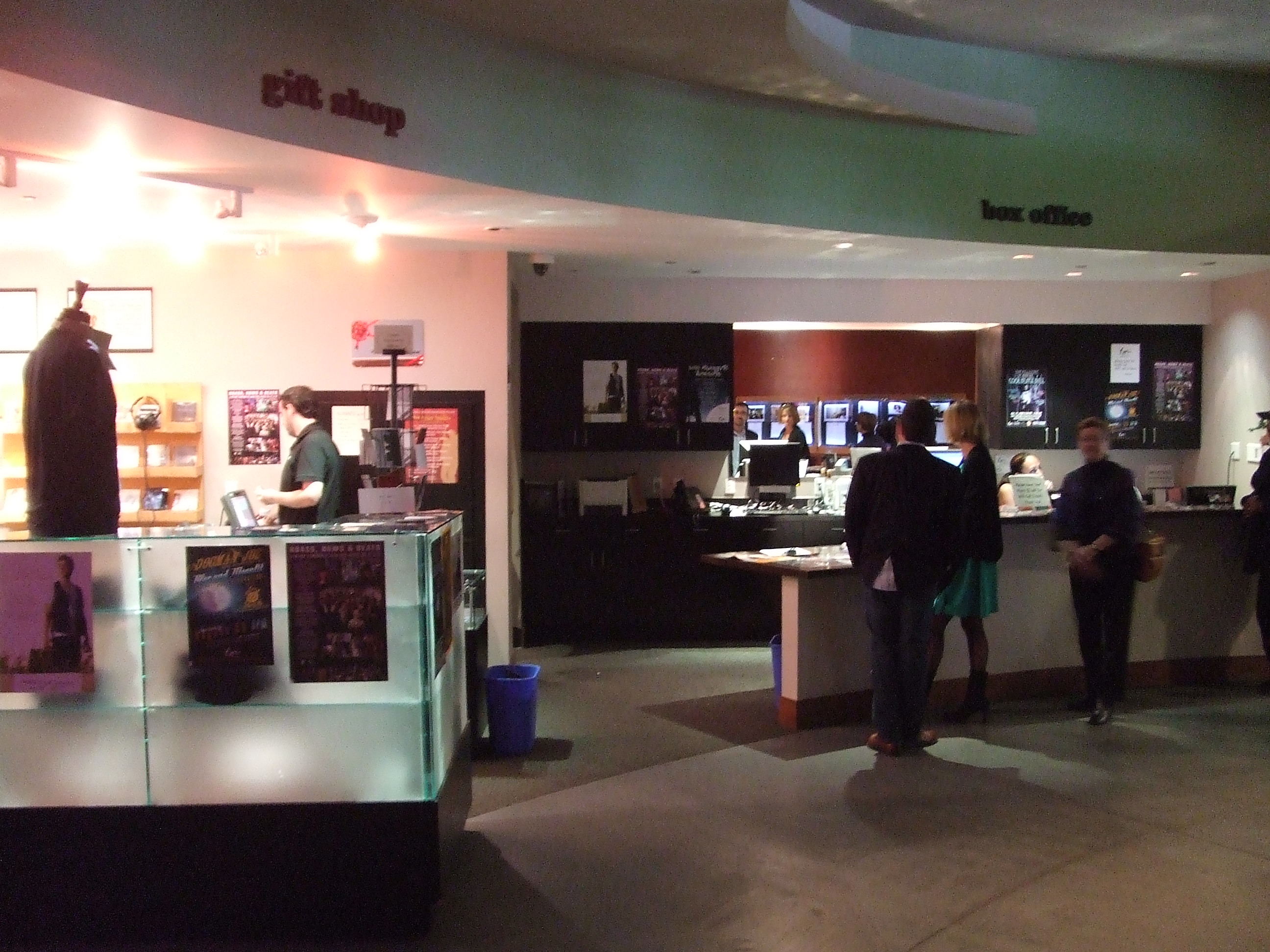
Innenhalle des Yoshi’s in San Francisco 2009

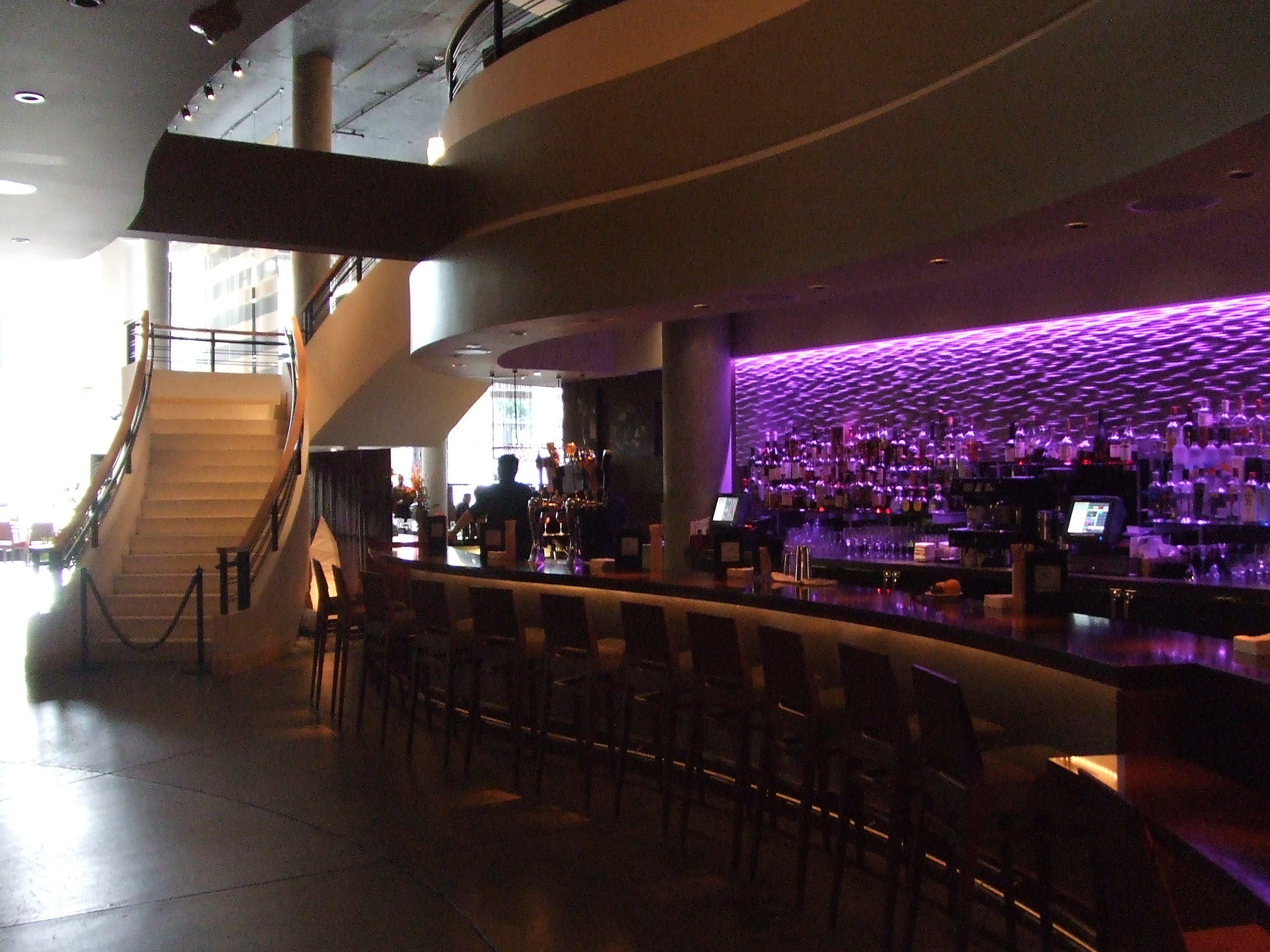
Innenhalle des Yoshi’s in San Francisco 2009

- Basin Street West, 401 Broadway, bestand bis 1973, zunächst Jazzclub mit Auftritten von Anita O’Day, Woody Herman, Duke Ellington, Ramsey Lewis und noch 1971 Don Ellis, später vermehrt Rockmusik, R&B und Soul (Smokey Robinson and the Miracles, Ike and Tina Turner und Otis Redding)
- Black Hawk, 1949–1963. Ecke Turk Street und Hyde Street in San Francisco’s Tenderloin District. Besitzer Guido Cacianti, mit Johnny und Helen Noga. Hauptsächlich Bop. Miles Davis nahm hier 1961 auf. Art Tatum spielte hier 1955.
- Blue Mirror, 1930/40er Jahre
- Bop City, bestand 1950–1965. 1690 Post Street im Fillmore/Western Addition-Viertel. Hier spielten Charlie Parker, Chet Baker, John Coltran
- Both And Jazz Club, 350 Divisidero Street. Bestand von 1965 bis 1972. Bop und Free Jazz, u. a. Dexter Gordon, Ornette Coleman, Miles Davis, John McLaughlin und Wes Montgomery
- Can-Do Club (1915 Fillmore), ab 1940. Hieß ab Ende der 1960er Jahre Minnie’s Can-Do und bestand bis 1975
- Club Alabam (1820-A Post Street) 1930/40er Jahre
- Club Hangover, 729 Bush Street, 1940er bis 1960er. Dixieland Revival (unter anderem Kid Ory, George Lewis), Earl Hines, Muggsy Spanier, Jimmy Rushing, Joe Darensbourg.
- Earthquake McGoon’s (630 Clay Street), von Turk Murphy geführter Club, Spielstätte des Traditional Jazz, bestand von den 1940er- bis in die frühen 80er-Jahre; dort traten außer Turk Murphy and His San Francisco Jazz Band auch Clancy Hayes, Kid Thomas Valentine/Captain John Handy, Alvin Alcorn, Punch Miller auf.
- Elbo Room, Valencia Street, Mission District (Acid Jazz, Latin, Funk)
- Elsie’s Breakfast Club, 1930/40er Jahre
- Favor, 1930/40er Jahre
- Great American Music Hall, 859 O’Farrill Street. 1970er, 1980er. 1987 mit eigenem Label für Live-Aufnahmen im Club.
- Half Note (628 Divisadero), Jazz und Funk, 1970er Jahre. Der Club wechselte Ende der 1980er zu Alternativer Musik und nannte sich VIS Club, dann Kennel Club und Justice League.
- The Jazz Workshop, Broadway, einer der wichtigsten Clubs für Modern Jazz an der Westküste in den 1950er und 1960er Jahren. Hier spielte John Coltrane 1965; Cannonball Adderley nahm hier Cannonball Adderley Quintet in San Francisco (1959) auf.
- Jack’s Tavern (1931 Sutter St.), im Fillmore-Viertel, ab 1933, Auftritte der Saunders King Band
- Jazz at Pearl’s, Columbus Avenue, Montags Bigband, sonst lokale Musiker
- Jupiter, im Fillmore-Viertel, 1940er Jahre
- Keystone Korner, San Francisco, Vallejo Street Ecke Stockton Street, 1970 bis 1980er. Gegründet 1972. Art Blakey und Tete Montoliou nahmen hier auf. Neujahrskonzerte wurden im Radio übertragen. Bill Evans gab hier eines seiner letzten Konzerte. Nach dem Club benannte sich das Keystone Trio von John Hicks.
- Long Bar, 1930/40er Jahre, Auftritte u. a. von Ella Fitzgerald
- New Orleans Swing Club, 1930/40er Jahre
- Pal’s Rendezvous (298 Divisadero), 1970er Jahre
- Purcell’s, im Fillmore-Viertel, 1940er Jahre
- Saint John Coltrane African Orthodox Church, 1330 Fillmore Street, Ecke Divisadero St., im Western Addition District
- Texas Playhouse, 1940er Jahre
- Webster, Post Street, 1940er Jahre
- Yoshi’s, Oakland, Jack London Square, mit benachbartem japanischen Restaurant, einer der bekanntesten Jazz-Clubs in der Bay Area; seit 2007 mit „Zweigstelle“ in S.F., Fillmore St. (gegründet ca. 1977 von Kaz Kajimura, zusammen mit seiner Frau Yoshi Akiba)

→ Zur Geschichte der Clubs in San Francisco.

### St. Louis

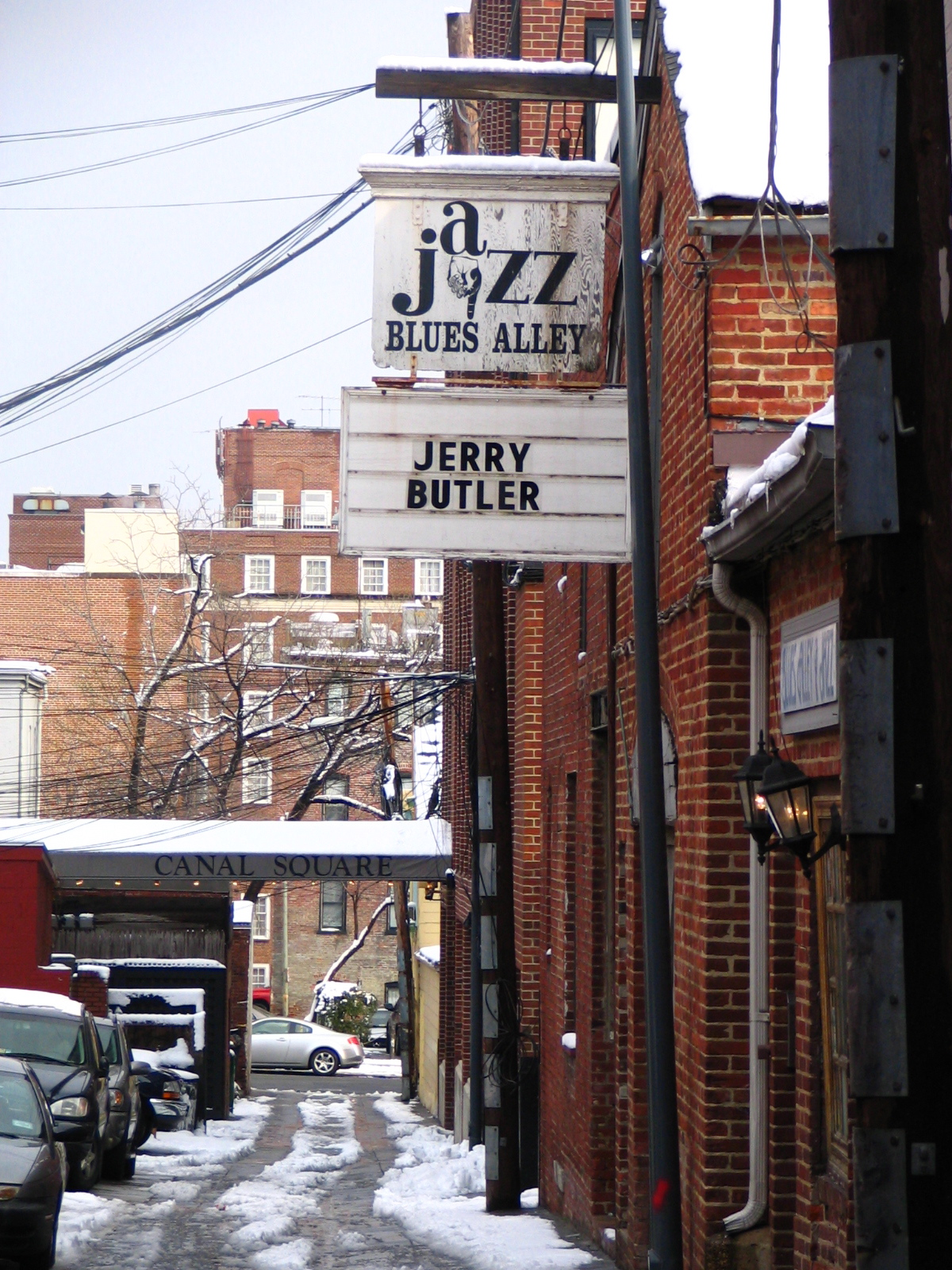
Blues Alley (Washington, D.C.), Eingang von der Straße

- Arcadia Ballroom, St. Louis, 1920er
- Barrelhouse (oder: Barrel), 1940/50er, St. Louis
- Jazzclubs im Unterhaltungsbezirk Gaslight Square in den 1950er und 1960er Jahren: Traditional Jazz im Peacock Alley, Opera House, Bustles and Bows, Tiger’s Den. Modern Jazz im The Dark Side, The Other Side, Jogie’s Hip Intertainment (im Adams Hotel)
- Jazz at the Bistro. 3536 Washington Avenue
- Sheldon Concert Hall

### Washington D. C.
- Blues Alley, Washington, D.C.; Wynton Marsalis nahm hier 1986 Live at Blues Alley auf.
- Bohemian Caverns, gegründet 1926 Restaurant und Jazz-Nightclub, 11th and U Steets, NW
- The Cellar Door, 1965–1981
- Kavakos, in der Prohibitionszeit eröffnet, mit Tanz, Vaudeville und Strippern, dann Bar und Grill (727 H Street NE) gegenüber dem Football-Stadium. 1952 brauchte man aber Gäste als die örtliche Mannschaft schlecht spielte und man organisierte Konzerte, u. a. mit Charlie Parker 1953, Bud Powell 1953, Dizzy Gillespie (One Night in Washington 1955). Leiter des speziell dafür zusammengestellten Orchesters war der Schlagzeuger Joe Timer. Bald nach dem Gillespie Auftritt 1955 schloss das Kavakos.
- Howard Theatre, 1910 als Vaudeville Spielstätte gebaut, im Black Broadway Viertel, Ecke 7th und T-Street NW, hier traten Duke Ellington, Ella Fitzgerald, Marvin Gaye, The Supremes und viele andere farbige Entertainer auf, Opfer des Niedergangs des Viertels und 1980 geschlossen. Seit 1974 auf Denkmalschutzliste. Nach Restaurierung 2012 von der Blue Note Group wieder eröffnet.

### Sonstige Veranstaltungsorte in den USA

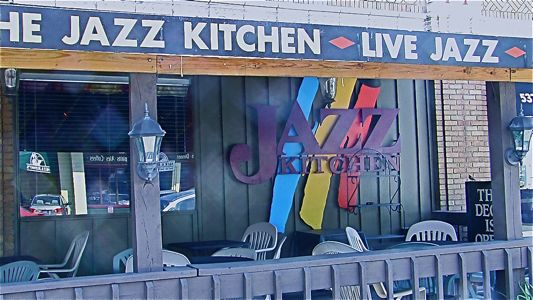
The Jazz Kitchen

- Maybeck Recital Hall, Berkeley, 1914 speziell für eine Klavierlehrerin gebaut mit guter Akustik, in den 1990ern regelmäßige Jazzkonzerte, eine Reihe von Piano-Aufnahmen für das Label Concord Jazz
- The Penthouse (Seattle), im Erdgeschoss des Kenneth Hotel in 701 1st Avenue, bestand 1962–1969
- Sportsmen Lounge, Baltimore, Höhepunkt in den 1950er und 1960er Jahren, als es dem farbigen Football Star Lenny Moore gehörte
- Jazz Club CJ’s Lounge, Pittsburgh, Penn Ave. / 29th Street im Strip District
- Dimitriou’s Jazz Alley, Seattle, 1979 gegründet
- Firehouse 12, New Haven (Connecticut), ca. 2005 gegründet (siehe auch Firehouse 12 Records)
- Left Bank Jazz Society, Baltimore, gegründet 1964 (Famous Ballroom, 1717 North Charles Street). Aufnahmen u. a. bis 1973 von Freddie Hubbard & Jimmy Heath, Coleman Hawkins, Jackie McLean, Sonny Stitt, Joe Henderson, Shirley Scott, Walter Bishop junior

## Australien
- Sydney Jazz Club, ab 1953

## Belgien
- Sounds Jazz Club. Tulpstraat / Rue de la Tulipe, 28 1050 Brussels. gegr. 1986 von Sergio Duvalloni und Rosy Merlini

## Deutschland

### Süddeutschland

#### München

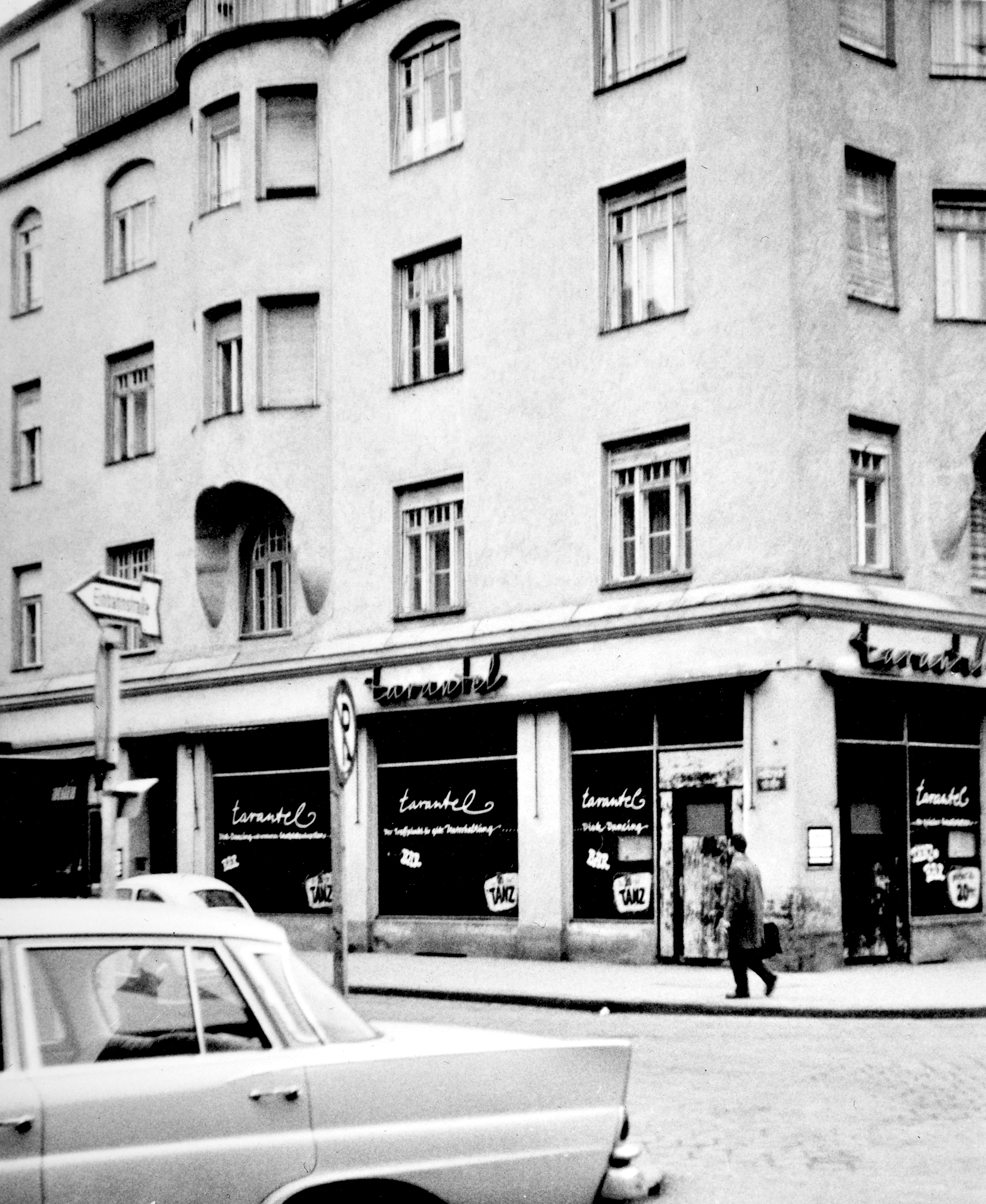
Das Tarantel in München (1963)

- Studio 15, München (Schwabing), 1945 bis frühe 1960er. Noch in der Ruinenzeit von Freddie Brocksieper betriebener Jazzclub, aus dem der Bayerische Rundfunk ab 1957 regelmäßig Livekonzerte übertrug.[20][21]
- Hot Club, München (Schwabing), 1950-1964. Weltstars wie Benny Goodman traten hier auch ohne Gage auf, die Mitgliedschaften waren auf 1000 Stück begrenzt.[22][23]
- Tarantel, München (Schwabing), bis 1964. Hier spielten unter anderem Jazzgrößen wie Nat Adderley, Lucky Thompson und Stan Getz.[22][24]
- Nachteule, München (Schwabing), bis 1964. Wie das Tarantel eine der wichtigsten Stützen für den Modern Jazz in München.[22][24]
- Domicile, München (Schwabing), 1965–1981. Seinerzeit einer der wichtigsten Jazzclubs in Europa. Hier traten Jazzgrößen wie Chet Baker oder Art Blakey auf.[22][25][21]
- Birdland, München (Haidhausen), bis 1970er Jahre. Bei den US-amerikanischen Besatzungstruppen beliebter Dixieland-Club, der als Munich’s Klein-Harlem bekannt wurde.[20]
- Allotria, München (Maxvorstadt), 1969–1992. Jazzgrößen wie Charly Tabor oder Norbert Möller spielten hier. Gründungsort der Allotria Jazzband und 1983 von Gerry Hayes übernommen.[20][21]
- Schwabinger Podium, München (Schwabing), 1973–2017. Langjähriges und in den Anfangsjahren reines Jazzlokal, in dem vor allem Dixieland und Swing gespielt wurde.[20]
- Jazzclub Unterfahrt, München, heute Einsteinzentrum, seit 1978
- Alabama Halle, München
- Theaterfabrik, Unterföhring
- Jazzbar Vogler, München
- Hotel Bayerischer Hof (München), Night Club, im Juli Jazz Sommer im Bayerischen Hof, die Fortsetzung des Münchner Klaviersommers.

#### Stuttgart
- BIX Jazzclub Stuttgart
- Atlantic Jazzclub in Stuttgart, 60er Jahre
- Altes Schützenhaus in Stuttgart-Heslach, heute Buddha Lounge
- Dixieland Hall (im Ketterer), heute Traditional Jazz Hall

#### Andere Städte und Regionen
- Jazzclub Villingen, Villingen/Schwarzwald, seit 1961
- Jazzclub Karlsruhe
- Jazz-Club Ettlingen
- Cave 61, Heilbronn
- Jazzhaus Freiburg, Freiburg im Breisgau
- Jazzstudio Nürnberg, 1954 gegründet, war Mitorganisator des Jazz Ost-West Festivals.
- Birdland, Neuburg an der Donau
- Blue Note, Fürth
- Jazzhaus Heidelberg
- club W71, Weikersheim
- Jazzclub Lindau
- Jazzclub Lörrach (Jazztone), 1956 gegründet
- Jazzclub Konstanz
- Jazzclub Singen
- Jazz Point Wangen e. V.

- Jazzclub in der Mitte, Reutlingen
- KunstWerk Ulm
- Jazzkeller Sauschdall, Ulm
- Alte Feuerwache (Mannheim)

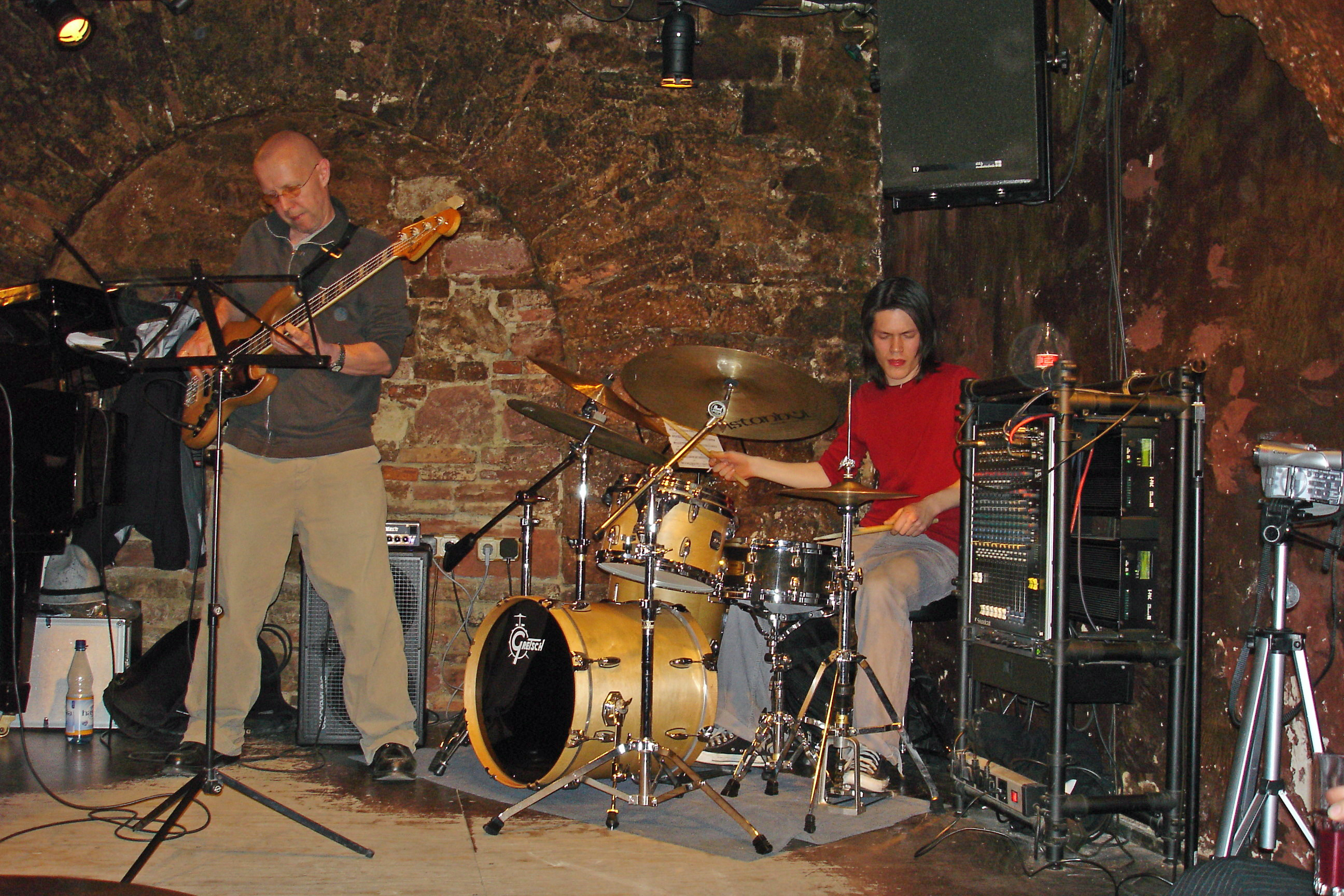
Jazzkeller Frankfurt: Thomas Heidepriem und Martin Standke vom Natalya Karmazin Trio

- Cave 54 (Heidelberg), seit 1954, heute nur noch gelegentlich
- Jazzclub Le Pirate Rosenheim
- jazzGAP, Garmisch-Partenkirchen
- Jazzclub Regensburg

### Westen und Mitte Deutschlands

#### Hessen, Thüringen

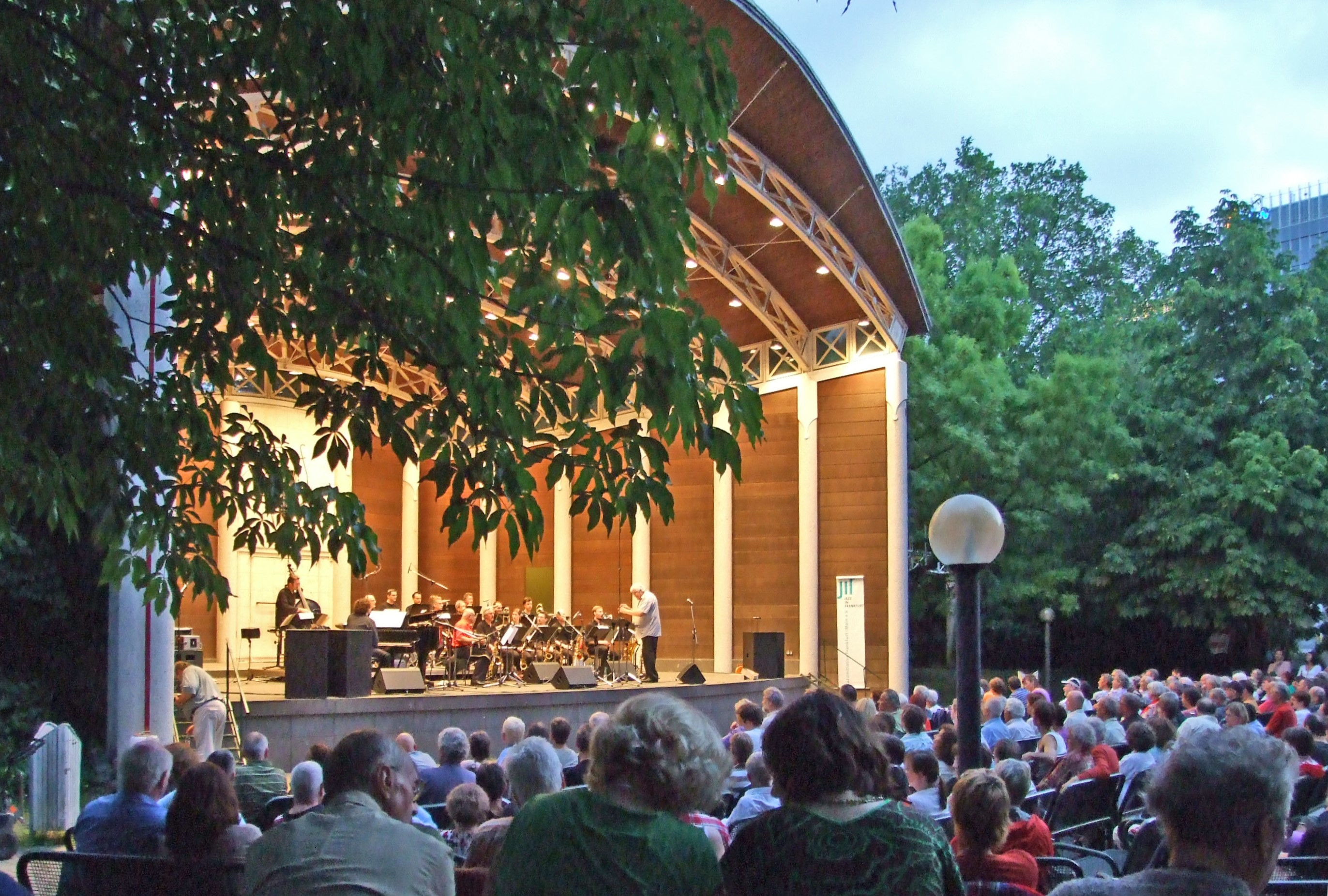
Jazz im Palmengarten: Älteste Jazz-Open-Air-Reihe der Welt

- Jazzkeller Frankfurt, Kleine Bockenheimer Straße 18a, seit 1952 (damals als Domicile)
- Sinkkasten (Frankfurt) (Jazz zwischen 1971 und 1990)
- Jazz im Palmengarten (Frankfurt am Main), seit 1959
- Jazzclub Rödermark, Rödermark, seit 1979
- Jazzinitiative Marburg, seit 1980 (Cavete, Steinweg)
- Jazzklub Eisenach, seit 1959 (Kulturfabrik Alte Mälzerei)

#### Rheinland-Pfalz, Saarland
- Jazz-Club Koblenz (seit 1950, seit 1978 als e. V.)
- Jazzclub NW im Steinhäuser Hof, Neustadt an der Weinstraße
- Jazzkeller Gießkanne, Saarbrücken (1976–2000)

#### Nordrhein-Westfalen
- Jazzkeller Hürth, Hürth, Hermülheimer Str. 12-14
- Jazzclub Henkelmann, Obere Mühle 46–50, Iserlohn
- Bohème (Jazzclub von Gigi Campi in Köln und Duisburg in den 1950er Jahren)
- Stadtgarten (Köln), seit 1986 (mit Schmuckkästchen bzw. Studio 672 im Basement)
- Loft (Köln), seit 1989
- Altes Pfandhaus, Köln
- HMT, Köln
- Papa Joe’s Jazzlokal Em Streckstrump, Buttermarkt 37, Köln, nach eigenen Angaben „ältestes Jazzlokal Deutschlands“.
- Subway, Köln (Disco, seit 1970 Jazzveranstaltungen, viele Fernsehmitschnitte mit großen Stars, heute nur zweiwöchig Jazz)
- Tanzbrunnen, Köln (in den 1950er und 1960er Jahren fanden hier auch Jazzveranstaltungen statt)
- Malteserkeller, Aachen (1957 bis 2011)
- Jazzkeller Krefeld, seit 1958
- Die Röhre, Moers, seit 1968, heute nur noch gelegentlich
- Jazz-Schmiede, Düsseldorf, seit 1995
- Em Pöötzke („im Türchen“), Mertensgasse 6, Düsseldorf, seit 1950, fast täglich Live-Musik seit 1966. Nach eigenen Angaben „die älteste Jazz-Kneipe in Deutschland“.
- Hot Jazz Club Münster
- Bunker Ulmenwall, Bielefeld, seit 1956
- domicil, Dortmund, seit 1969
- topos, Leverkusen-Wiesdorf, seit 1969 in einer Hand und an derselben Stelle[26]
- Kornkammer, Brühl, seit 2017

### Ostdeutschland

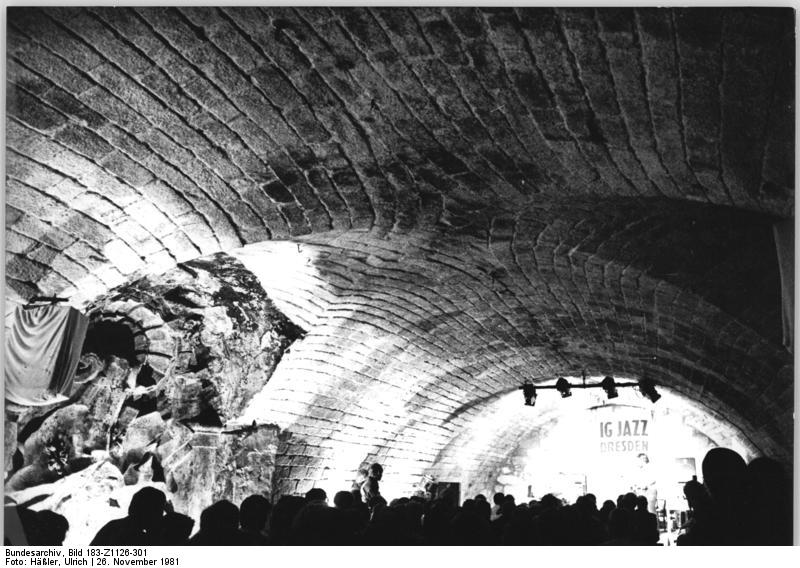
Tonne in Dresden (1981)

#### Sachsen
- Jazzclub Tonne, Dresden, seit 1990
- Blue Note Jazzclub & Bar, Dresden, seit 1997, fast jeden Tag Konzerte

#### Berlin und Umgebung
Neben allgemeinen Veranstaltungscentern wie Tempodrom, Haus der Kulturen der Welt, ICC:
- A-Trane, Bleibtreustr. 1, seit 1992
- Ausland (Berlin), Lychener Str. 60
- B-flat, Rosenthaler Str., 1995 gegr.
- Jazz Galerie, Berlin, 60er, von Herb Geller, dort fanden auch Kunstausstellungen statt (wie von Hans Koller),[27] später war darin (bis 1995) die Jazzkneipe Ellington.
- Blue Note, Berlin, 60er
- Doug’s Nightclub, Berlin, 60er[28]
- Jazz in der Kammer im Deutschen Theater Berlin (DDR), von 1965 bis 1990
- Kunstfabrik Schlot
- Haus Vaterland, 1920er, 1930er
- Badewanne, im Tauentzienpalast, 1948 von Helmut Brandt gegründet, 1950er, 1960er, hier traten berühmte Jazzgrößen wie Duke Ellington und Ella Fitzgerald auf
- Eierschale Berlin-Dahlem und dessen Vorläufer Kajüte
- Flöz, Nassauische Str.37, Charlottenburg-Wilmersdorf, 1976 bis 2005, von Musiker Franz de Byl aus Bottrop gegründet, Jazzkeller
- Quasimodo (Musikclub), Kantstraße 12a, ab 1968, in heutiger Form seit 1975, dort auch Delphi-Kino, Veranstaltungsort in den 1930ern
- Ratskeller Berlin-Köpenick
- Zukunft am Ostkreuz, Friedrichshain

### Norddeutschland

#### Mecklenburg-Vorpommern
- Jazzclub Rostock, seit 2003
- Kulturknastfenster Brüel, seit 2010
- Jazz im Grundvighaus Sassnitz

#### Hamburg
- Fabrik (Hamburg)
- Onkel Pö, Hamburg, 1970–1985
- Jazzclub im Stellwerk, Hamburg-Harburg, seit 2005
- Jazzhouse, Brandstwiete, im August 1966 durch ein Konzert von Albert Mangelsdorff eröffnet, Modern Jazz, ab 1976 Knust genannt und Pop zugewandt; ab 2015 auch wieder Jazz
- Box, Hamburg, 50er, Spitalerstraße, wurde in Tabu und später in Pigalle umbenannt. Hier spielten u. a. Hans Koller, Johannes Rediske, George Maycock und am 30. Juni 1954 Musiker der Woody Herman Band. Woody Herman und seinem Arrangeur Ralph Burns wurde dort eine Urkunde überreicht, welche ist nicht bekannt.[29]
- Barrett, Hamburg, 50er, 60er, Colonnaden, hier spielten u. a. Wolfgang Schlüter, Michael Naura
- River Kasematten, St.-Pauli-Hafenstraße
- Galerie Zwo Vier, Hamburg, Mittelweg 24, 1950er,[30] 1960er, hier spielte z. B. Attila Zoller
- Cotton-Club, Großneumarkt, Hamburg, seit 1959 (an anderem Ort als Vati’s Tube Jazzclub), Hochburg des Dixieland, auch Blues, Swing, Betreiber seit 1961 W.-Dieter Roloff.[31] Ältester noch bestehender Jazzclub in Hamburg.
- Birdland, Gärtnerstraße, Hamburg, zwischen 1985 und 2013 und wieder ab 2014
- Dennis’ Swing Club
- Mojo Club
- Halle424

#### Hannover

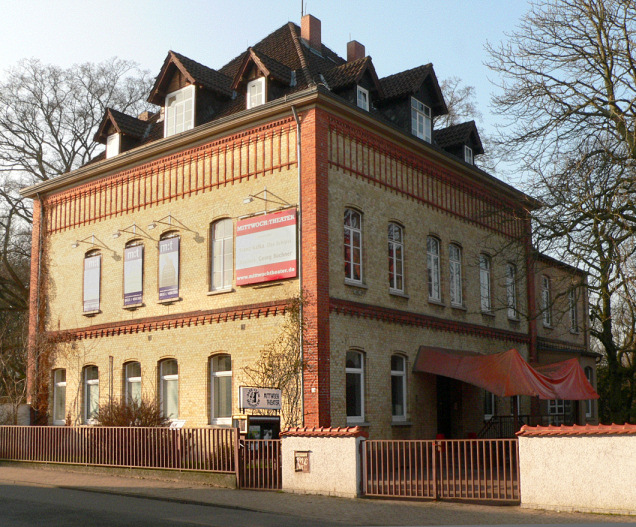
Der Jazzclub Hannover befindet sich im Keller

- Jazz Club Hannover, Lindener Berg, seit 1966
- Tonhalle Hannover
- Hochschule für Musik, Theater und Medien Hannover
- Kulturpalast Linden
- Marlene (Jazz im Wechsel mit Kleinkunst)
- Gartenheim (in Kooperation mit dem Jazz Club Hannover)

#### Andere Städte und Regionen
- Lila Eule, Bremen, seit 1959 (heute nur noch gelegentlich Jazz)
- Jazz Club Minden, heute Bildungszentrum Weingarten, seit 1953
- Riverboat, Lübeck, ab 1956, gebaut 1942 in Holland als Schiff aus Stahlbeton für die Invasion Englands, danach Getreidelager, Flüchtlingsunterkunft u. a. bevor es am Liegeplatz an der Puppenbrücke Jazzclub wurde, seit 1978 mit Unterbrechungen Diskothek, erst an der Holstentorbrücke, später verlegt in den Klughafen.
- Jazzclub Nienburg von 1957 e. V.

## Frankreich

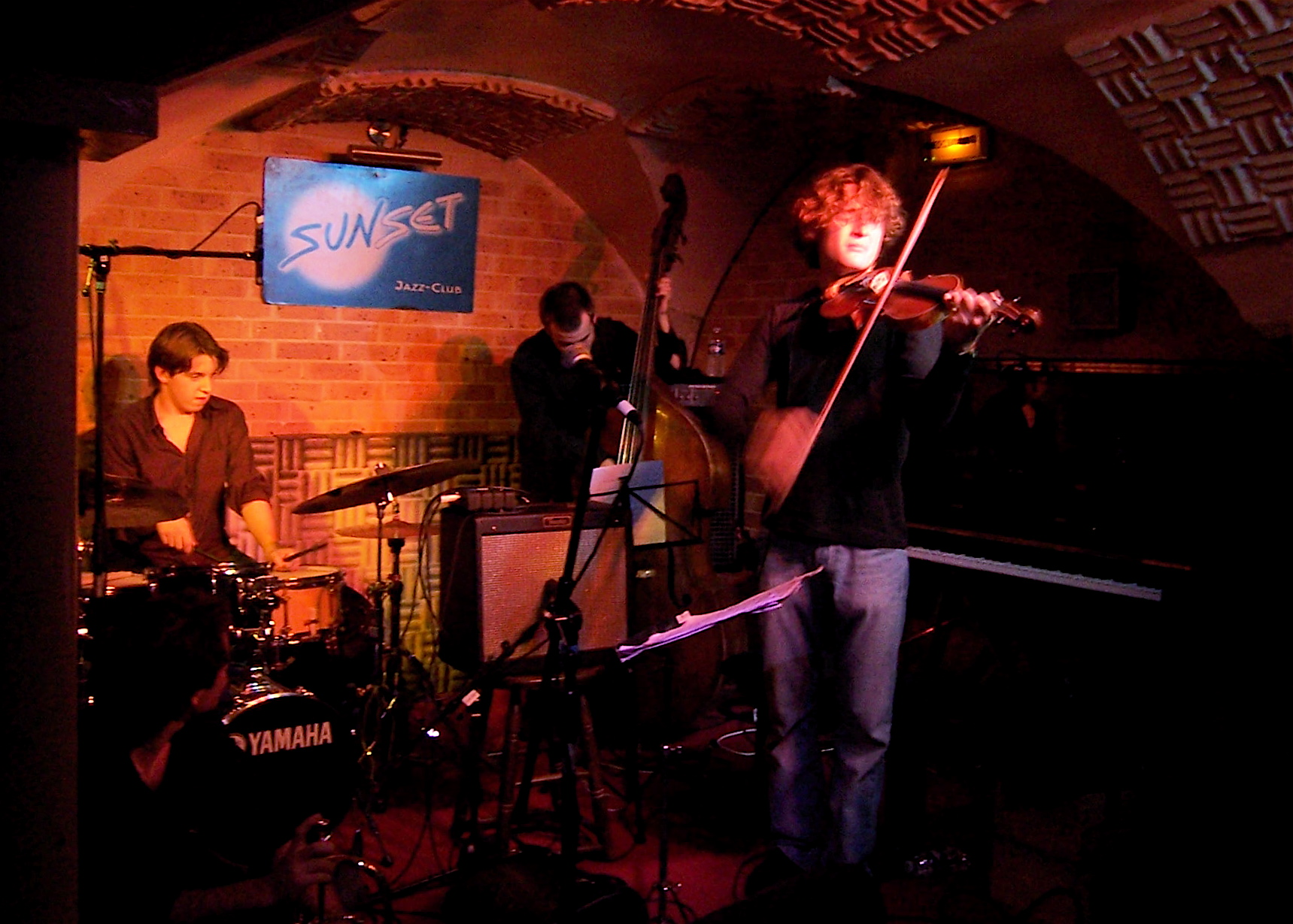
Sunset/Sunside (Paris, 2008)

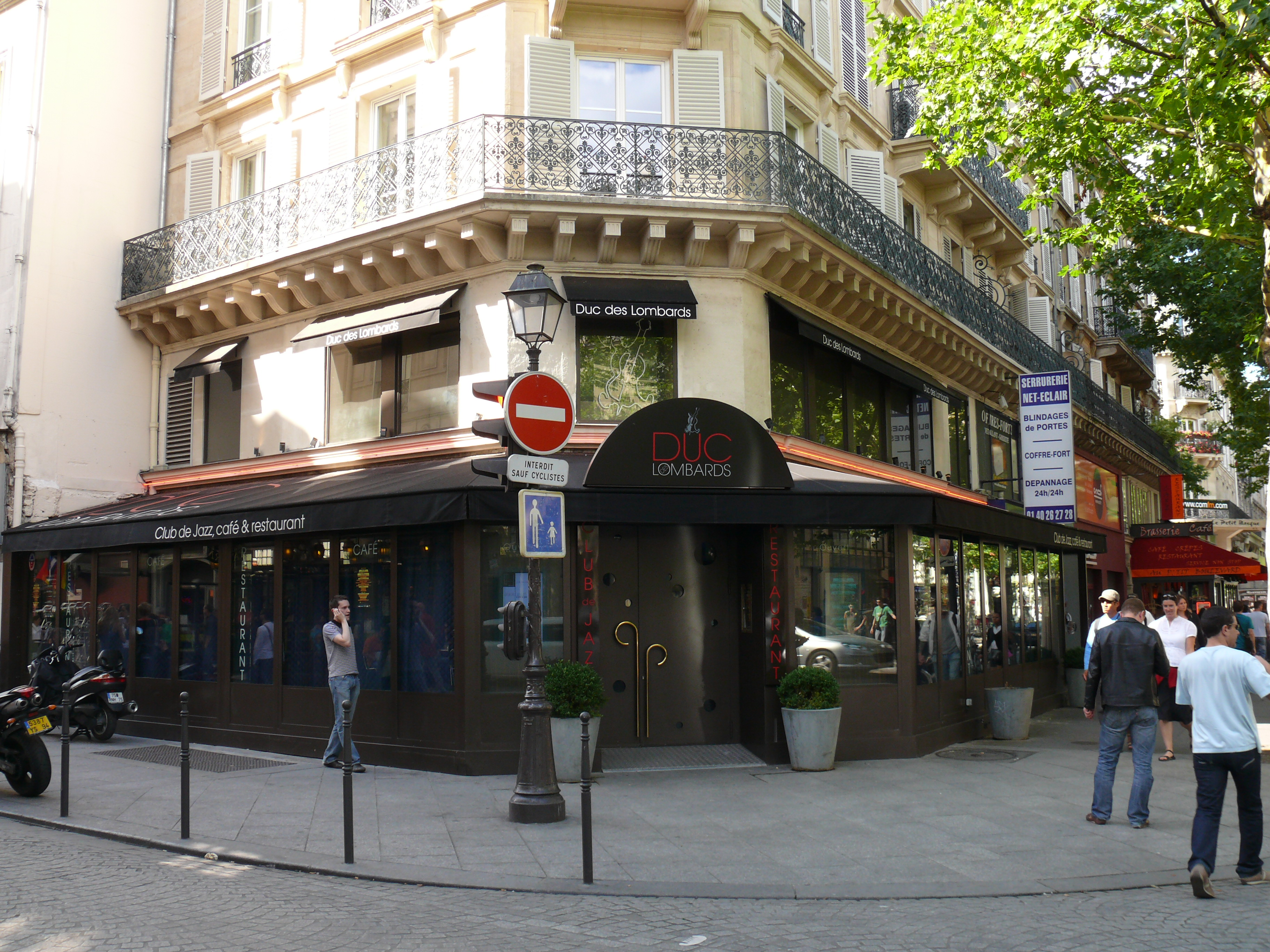
Duc des Lombards (Paris)

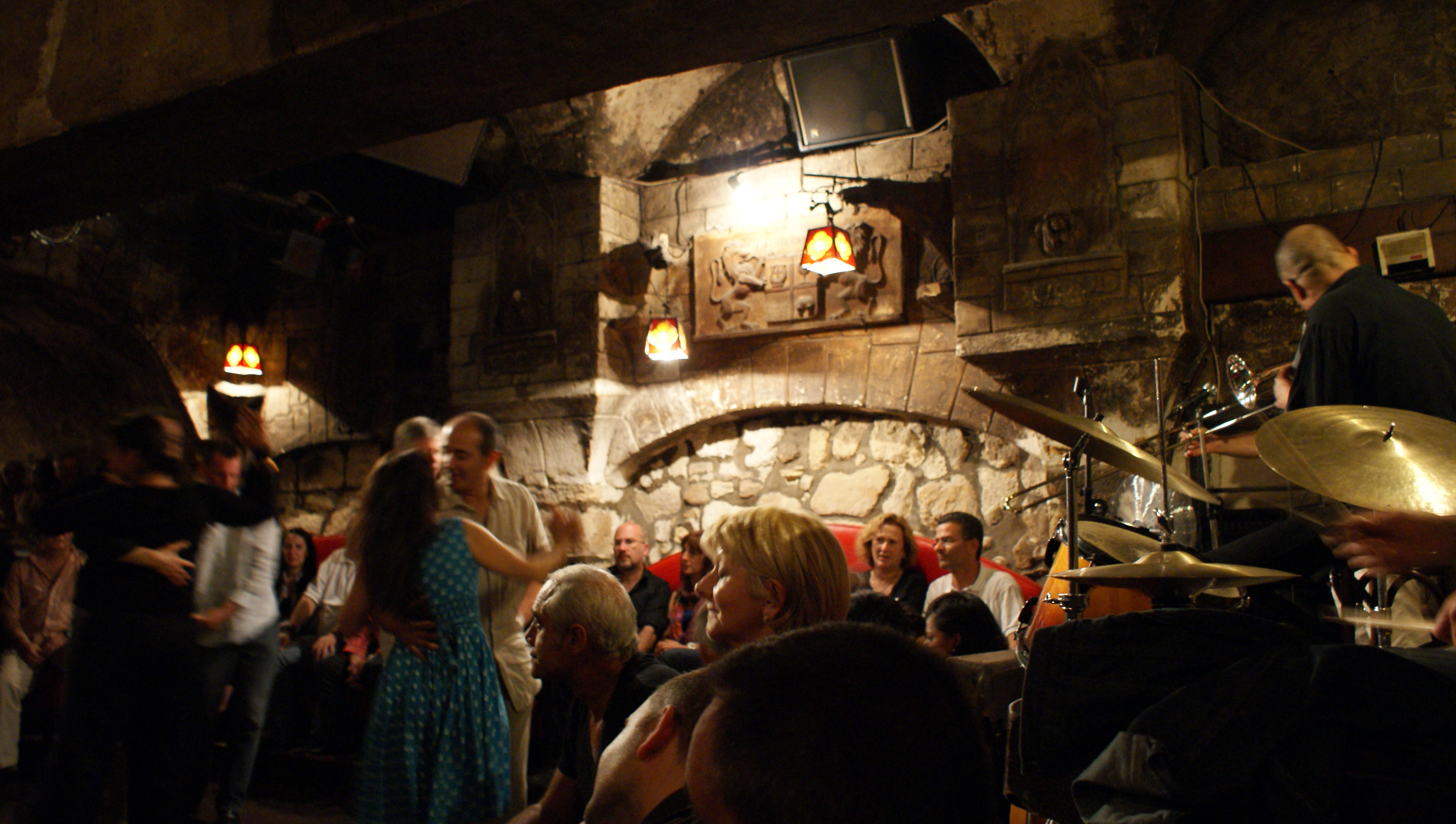
Le Caveau de la Huchette 2011

### Paris
- Les Ambassadeurs, Paris, Avenue Gabriel 1, 1920er, 1930er, neben Jazz auch andere populäre Musik und Revuen. Jetset-Treffpunkt. Sam Wooding, Paul Whiteman, Noble Sissle spielten hier.
- Le Baiser Salé, rue de Lombards, gegründet 1983
- Blue Note (Paris), Rue d’Artois 27, 1958 bis 1968, Leitung Ben Benjamin
- Le Boeuf sur le Toit, Paris, 1920er bis 1950er, zog mehrfach im 7. und 8. Arrondissement um. 1921 von Louis Moyses gegründet. Treffpunkt von Künstlern wie Jean Cocteau, Maurice Ravel, Erik Satie. In den 1930ern spielten hier Benny Carter und Django Reinhardt.
- Bricktop’s, Paris, 1930er, von der Sängerin Ada Smith (genannt Bricktop) geleitet. Ada Smith gründete unter demselben Namen auch Nightclubs in Biarritz (nur 1932), New York, Rom (1951, geschlossen 1964) und Mexiko-Stadt.
- Club St.Germain, Paris, ab 1948, Rue St.Benoit 13, u. a. Django Reinhardt, Stephane Grappelli, Miles Davis, Kenny Clarke, bekannt aus der Existentialisten-Szene der 1940er, 1950er.
- Embassy Club, Champs-Elysées, Paris, 1920er (Sam Wooding, Paul Whiteman), 1930er.
- Le Chat qui pêche, Paris, 1950er bis 1970, Kellerlokal in der Rue de la Huchette im Quartier Latin am linken Seine-Ufer, gehörte Madame Ricard. Heute am selben Ort ein gleichnamiges Restaurant. Donald Byrd nahm hier 1958 auf und viele Jazzgrößen spielten hier wie Bud Powell, Chet Baker, Oscar Pettiford, Lucky Thompson, Jackie McLean, Johnny Griffin und Eric Dolphy.
- Le Vieux Colombier, ab 1951 bis in die 1970er
- Les Trois Mailletz, ab 1953
- Salle Pleyel, Paris
- Olympia, Paris, Boulevard des Capucines, Auftrittsort von Top Acts, u. a. Armstrong, Bechet.
- Le Caveau de la Huchette, Paris, Quartier Latin, gegr. 1946
- New Morning, Paris, Petits Ecuries, größter Club, 500 Plätze, auch Weltmusik, Latin Music und anderes, ab 1980er
- Le Duc des Lombards, Paris, rue de Lombards, gegr. 1984
- Petit Opportun, Paris
- Sunset/Sunside, Rue des Lombards, Paris, gegr. 1983
- Le Baiser salé, Rue de Lombards
- Jazz Club Étoile, Hotel Méridien Étoile, Boulevard Gouvion-Saint Cyr, 1976 von dem Jazzschlagzeuger und Komödianten Moustache (1929–1987) gegründet, hieß früher Jazz Club Lionel Hampton

### Swingbars in Paris
Mit Gypsy-Jazz (Jazz Manouche)
- La Chope des Puces (Espace Django Reinhardt), 122 rue Rosiers, 93400 Saint Ouen; nahe dem Flohmarkt. Django Reinhardt hatte früher nicht weit von hier seinen Wohnwagen.
- Bouquet du Nord (nahe Gare du Nord), 85, rue de Maubeuge; Stephane Grappelli wohnte früher gegenüber.
- La Chope de Château Rouge, Montmartre, 40 rue de Clignancourt, 75018 Paris;
- La Locandiera, 145 rue Oberkampf, 75011 Paris.
- L’atelier Charonne, eröffnet 2008 im Bastille-Viertel, 21 rue Charonne, 75011 Paris
- Clarion de Chasseurs, Montmartre. 3 Place du Tertre, 75018 Paris

## Großbritannien

### London
- Cafe Oto

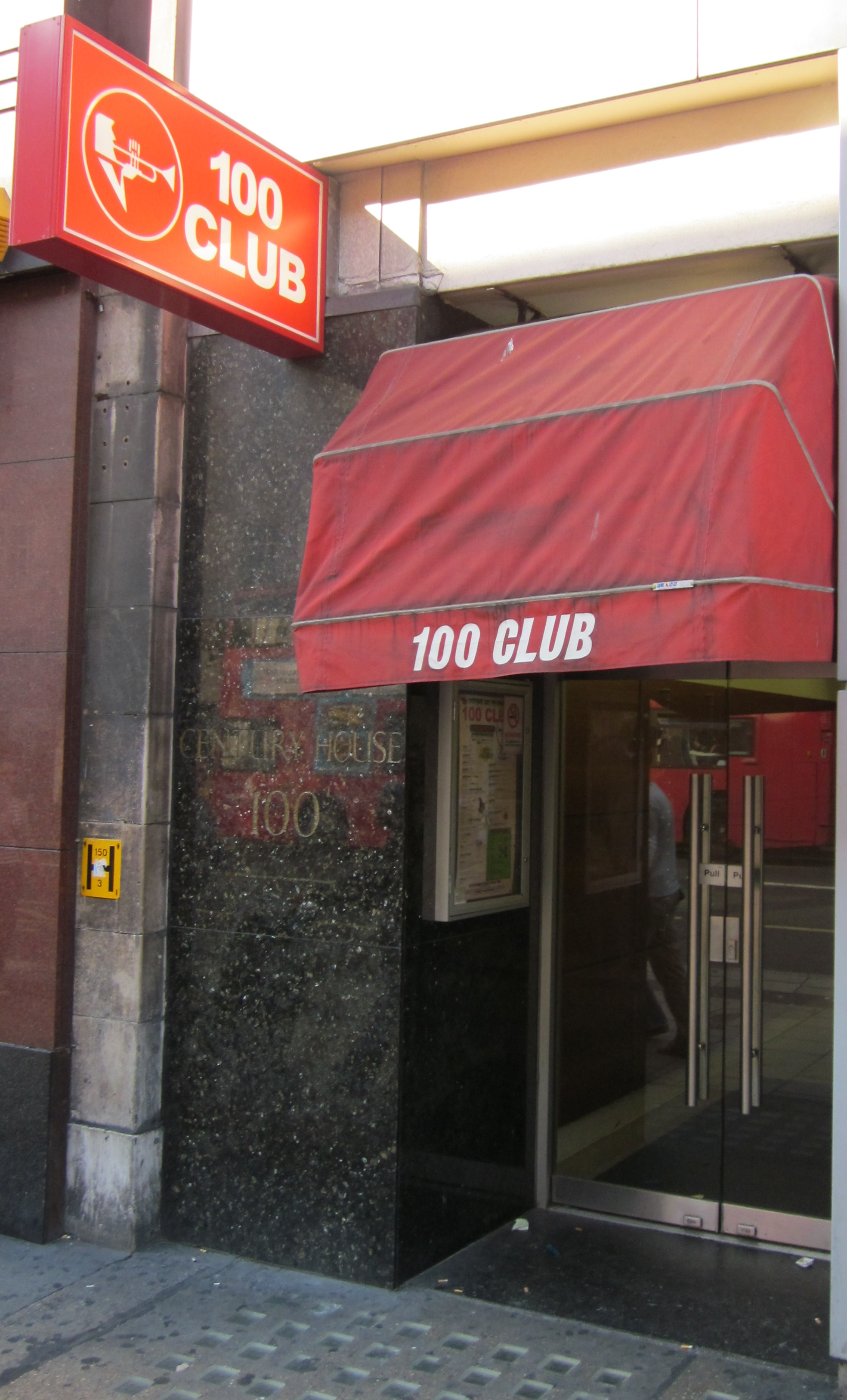
100 Club

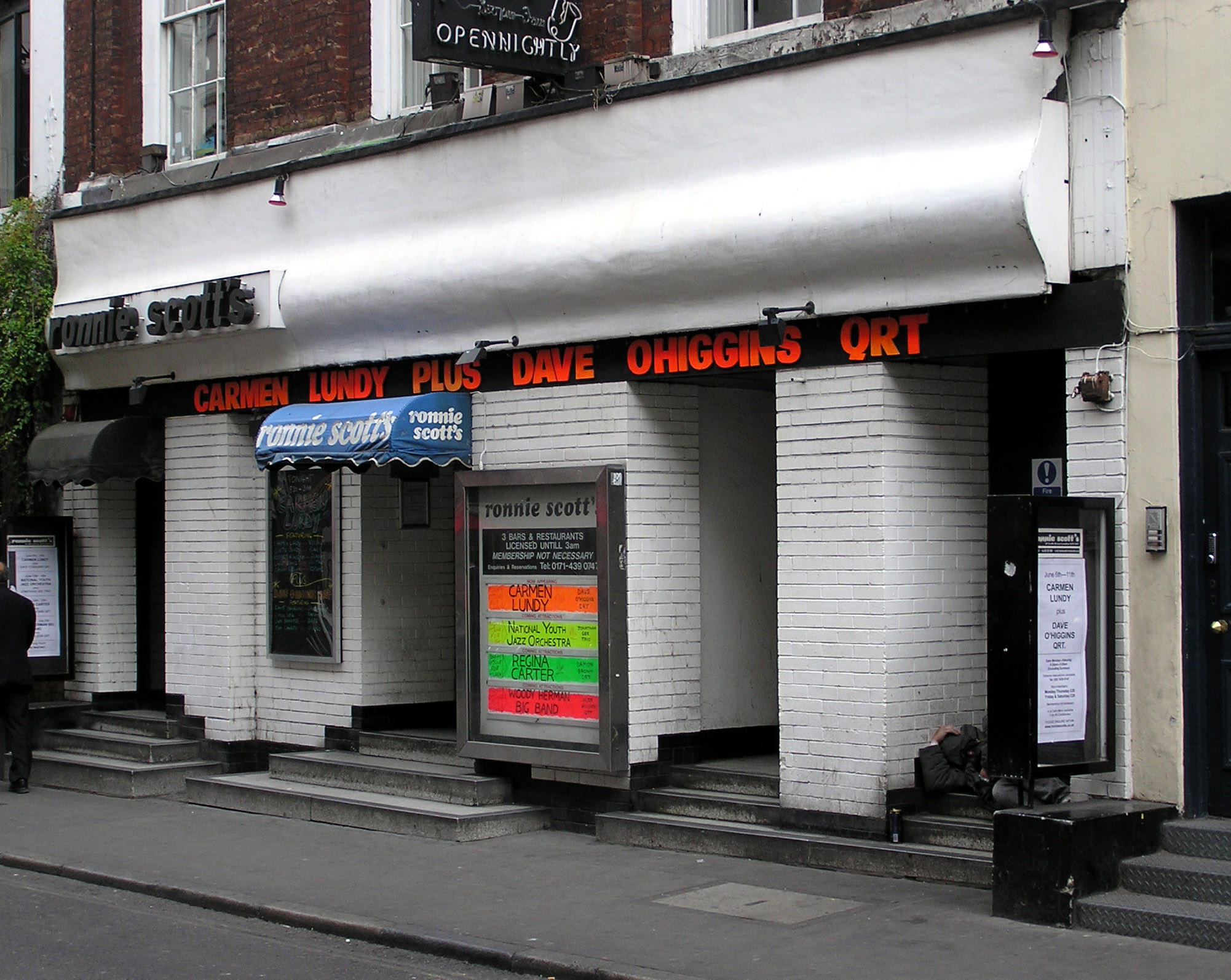
Ronnie Scott’s (2005)

- Club Eleven, Windmill Street (damals Carnaby Street), London, er bestand 1948–1950, hier spielten Ronnie Scott und John Dankworth frühen britischen Bebop. Empfänger der Blue Plaque auf dem Brecon Jazz Festival 2009 als historische Spielstätte des Jazz in England.
- Buckingham Palace: Zwischen 1919 und 1932 als Auftrittsort für Jazzmusiker relevant; zuerst spielte dort die Original Dixieland Jazz Band (ODJB) und es spielten auch Sidney Bechet und Louis Armstrong für königliches Publikum. Empfänger der Blue Plaque.
- 100 Club oder 100 Oxford Street, Oxford Street, ab 1942 (vorher war dort eine Tanzhalle), damals Feldman Swing Club. Zunächst wurde der Keller von Joseph Feldman als Auftrittsort für seine Jazz-spielenden Söhne gemietet und spielte Swing-Musik bis 1954. Ab Anfang der 1950er auch Sessions des London Jazz Club (bestand bis 1958) und des Humphrey Lyttelton Club. Ab 1958 The 100 genannt. 1959 Jazzshows Jazz Club von Ted Morton. Ab 1964 100 Club (mit eigenem Newsletter). Dann Öffnung zum Blues und auch zum Modern Jazz, dann auch (seit Mitte der 1970er vorrangig) Rockmusik. Erhielt Blue Plaque
- Kit Kat Club, Haymarket, In den 1920er und 1930ern. Ellington, Eubie Blake, Cab Calloway (1934) spielten hier.
- Marquee Club, ab 1958. Oxford Street, ab 1964 Wardour Street. Traditioneller und Mainstream Jazz, auch Blues (Alexis Korner u. a.) und in zweiter Hälfte 1960er kaum noch Jazz, sondern Rock und Blues.
- Klooks Kleek von 1961 bis 1970. Zunächst mittwochs Modern Jazz; vor allem für den Bluesrock interessant.
- Ronnie Scott’s Jazz Club, seit 1959 in Soho, heute 47 Frith Street. Erhielt Blue Plaque.
- The Bull’s Head, London, Lonsdale Road, ab 1960 unter Albert Tolley, Modern Jazz, Empfänger der Blue Plaque.
- Hippodrome, Ecke Charing Cross Road und Leicester Square. Erhielt Blue Plaque. Zahlreiche Auftritte von Künstlern seit Charlie Chaplin. 1919 erste Jazzmusik in Großbritannien mit der ODJB.
- Jazz Cafe, Parkway, Camden Town, London, gegründet 1992
- Vortex Jazz Club, Dalston
- Pizza Express Jazz Club, Dean Street, Soho
- 606 Club, Chelsea, 90 Lots Road SW10 0QD, 2021 wiedereröffnet
- Hammersmith Palais, bestand 1919 bis 2007. Bekannt vor allem durch Rock- und Popmusiker-Konzerte. Erhielt Blue Plaque.

### Sonst
- Band on the Wall in Manchester, Swan Street, George and Dragon Pub aus dem 19. Jahrhundert, 1975 in einen Jazzclub umgewandelt, dort spielten Ende der 1970er und in den 1980ern auch viele Punkbands. 2009 nach Renovierung neu eröffnet als Jazzclub. Empfänger der Blue Plaque.
- The Perch in Binsey, Pub in 800 Jahre altem Gebäude, von 1928 bis 1948 Ort für Jazzveranstaltungen für Studenten aus Oxford, nach Schäden durch Feuer 2008 als Pub neu eröffnet. Empfänger der Blue Plaque.
- The Old Duke, King’s Street in Bristol, Pub aus dem Jahr 1775, Spielstätte von New Orleans Jazz, Blues und anderem. Einer der Empfänger der Blue Plaque.
- Concorde Club, in Eastleigh, Stoneham Lane, 1957 gegründet und damit ältester noch in ursprünglicher Hand befindlicher und noch aktiver Jazzclub in Großbritannien (gegründet vom Jazzschlagzeuger Cole Mathiesen). Damals war es im Bassett Hotel-Pub in Southampton. Hier spielten auch Manfred Mann, Eric Clapton und andere Anfang der 1960er, als sie noch unbekannt waren, und Jazzmusiker wie Coleman Hawkins. Am heutigen Ort seit 1970. Empfänger der Blue Plaque.
- Four Bars Inn, 1987 von Jed Williams (dem Gründer des Brecon Jazz Festival) gegründeter Jazzclub in Cardiff. Heute Dempsey’s. Erhielt Blue Plaque.
- The Termite Club, Leeds
- The Jazz Bar (Edinburgh, Chambers Street), ab 2005

## Italien
- Casa del Jazz, Rom
- Jazz Club Firenze, Florenz
- Blue Note, Mailand
- Alexanderplatz, Rom, Via Ostia, nennt sich ältester Jazzclub Italiens und veranstaltet jährlich ein Roma Jazz Festival
- La Palma, Rom
- Cantina Bentivoglio, Bologna
- La Salumeria della Musica, Mailand

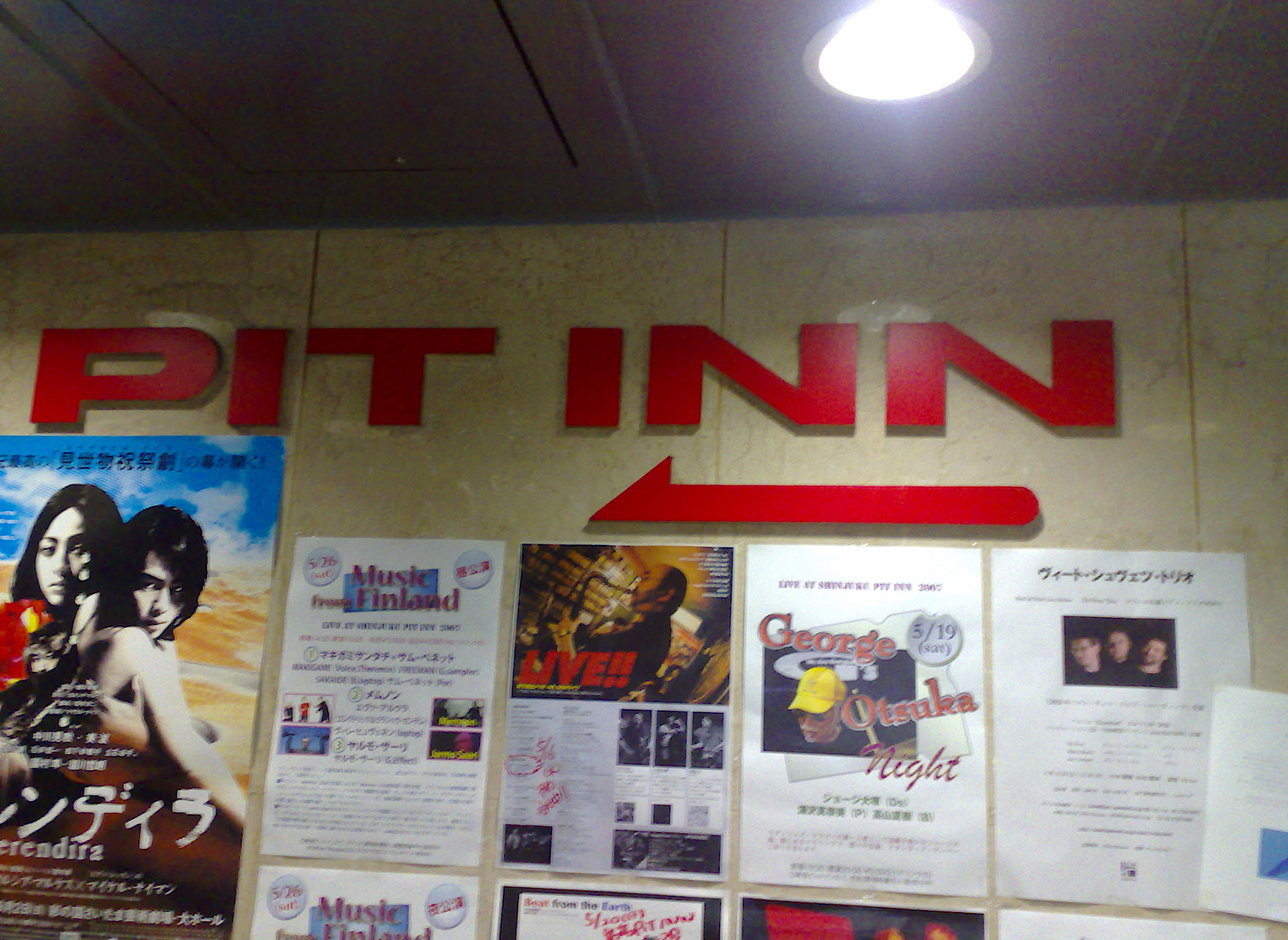
Shinjuku Pit Inn

## Japan
- Alfie Jazz House, Tokio, Stadtteil Roppongo
- Blue Note, Tokio, Osaka, Nagoya, in Tokio 1988 eröffnet, Teil der Kette von Jazzclubs gleichen Namens, dort entstanden u. a. Live-Alben von Toshiko Akiyoshi; 300 Plätze
- Cotton Club, Tokio, 2005 gegründet, zweite Etage des Tokia Hochhauses, auch Latin, World Music u. a., 180 Plätze, mit französischem Restaurant
- Tokyo TUC, Tokyo Uniform Center
- Blues Alley, Tokio
- Cygnus, Tokio
- Diamond Club, Tokio
- Jazz Spot Intro, Tokio, Bar mit Jam-Sessions Samstag nacht, auch mit Amateur-Musikern (der Besitzer selbst tritt manchmal mit Alt-Saxophon auf)
- Satin Doll, Tokio
- Sometime (Piano Hall Sometime), 1975 gegründet, im Kichijoji Distrikt von Tokio und viel von Studenten besucht, es gibt keine Bühne, die Musiker spielen im Zentrum der Bar
- Pit Inn (Shinjuku Pit Inn), Tokio, traditionsreicher Jazzclub in Tokio seit den 1970er Jahren. Meist Mainstream Jazz, von lokalen Musikern unter anderem regelmäßig Sadao Watanabe und Yosuke Yamashita. Es erschienen u. a. Live-Aufnahmen des Manhattan Jazz Quintet, des Sun Ra Arkestra und von Elvin Jones
- Sonoka, Tokio
- Valentine, Tokio

## Kanada

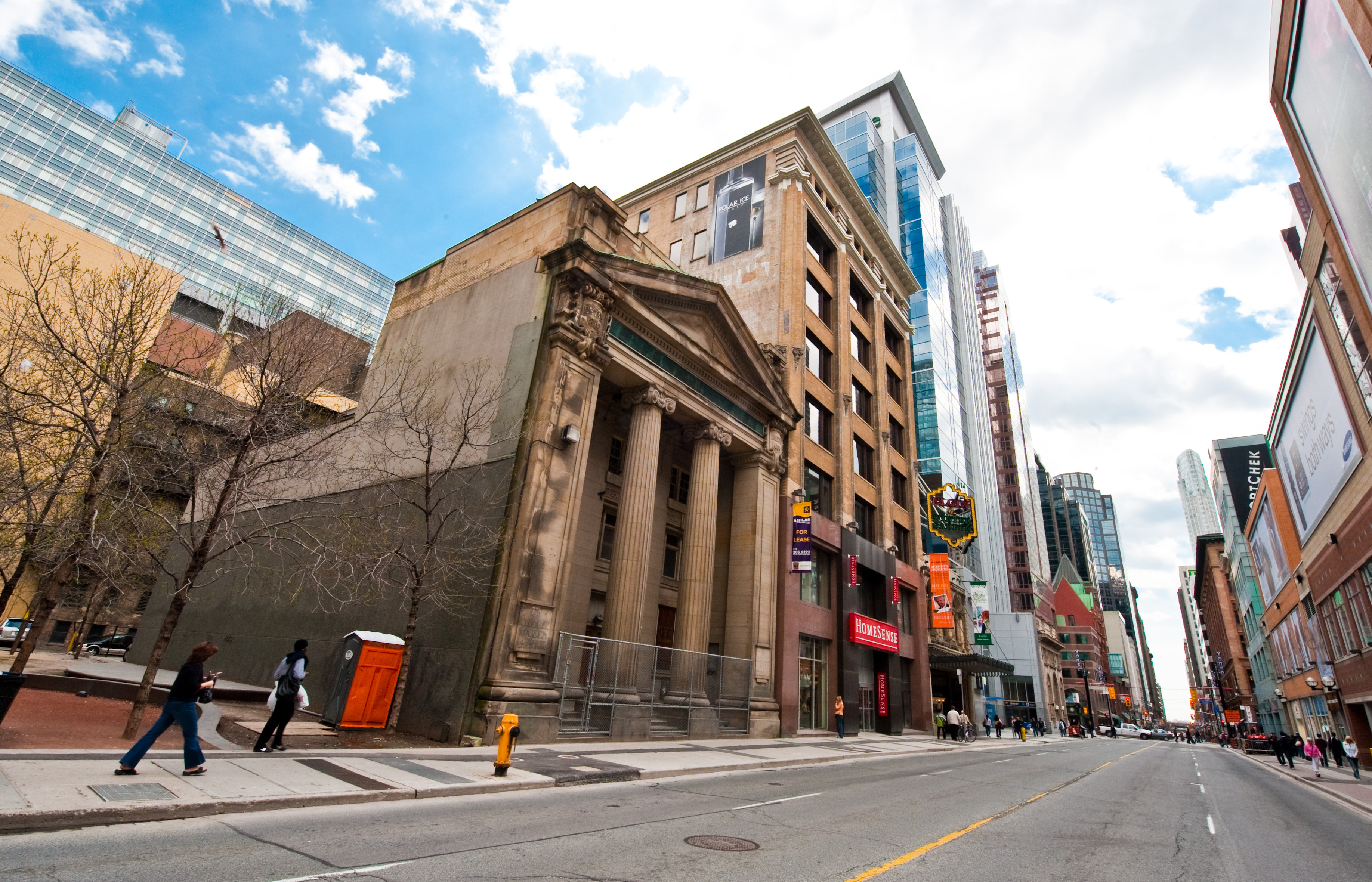
Ehemalige Colonia Tavern, Toronto

- Colonial Tavern, 1950er-1970er, 199-201 Yonge Street in Toronto
- George’s Spaghetti House, Toronto, 1956–1984
- The Glass Slipper (Vancouver), 1990er-Jahre
- Massey Hall, Toronto
- Cory Weeds’ Cellar Jazz Club, Vancouver

## Niederlande

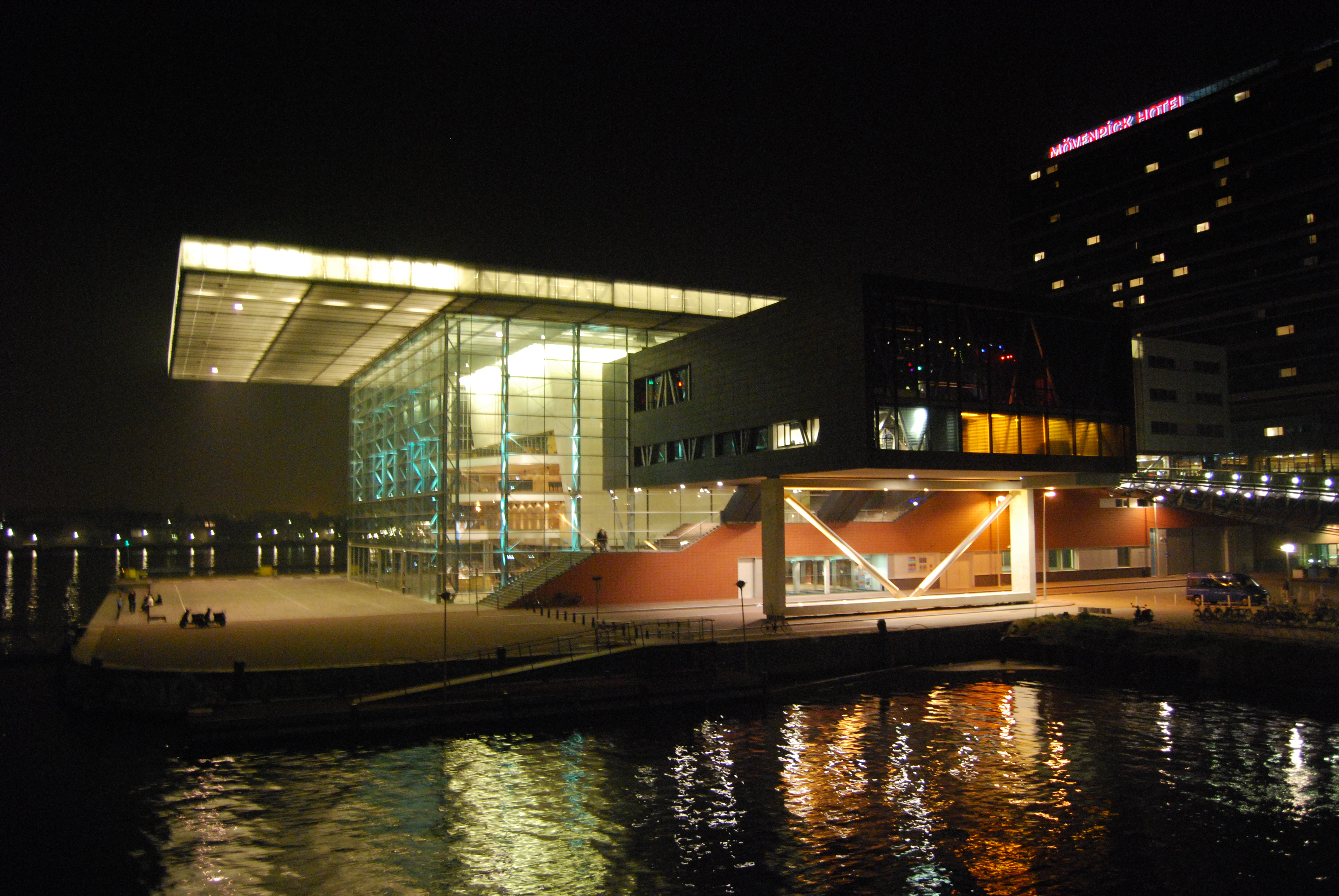
Musikgebäude am IJ mit Bimhuis

- Bimhuis, Amsterdam, Piet Heinkade 3, seit 1973, am heutigen Ort seit 2005
- Paradiso (Amsterdam), seit 1968: auch Jazzkonzerte und -aufnahmen (etwa Dexter Gordon oder Candy Dulfer)
- Jazzpodium DJS (Dordrecht), seit 1947, ältester Jazzclub der Niederlande
- Paradox (Tilburg)
- Wilhelmina (Eindhoven)
- SJU Jazzpodium (Utrecht)
- De Doelen (Rotterdam)
- Vredenburg (Utrecht)
- Anton Phillips Zaal (Den Haag)
- De Waag (Leiden)
- Provadja (Alkmar)
- Schouwburg (Tilburg)
- Rhine Town Club (Wageningen)
- O42 (Nimwegen)
- Azijnfabriek (Breda)
- Bouwkunde (Deventer)
- Jazzpodium DJS (Dordrecht)
- Jazzpodium De Tor (Enschede)
- Grand Theatre (Groningen)
- D’Hooghe Ghast (Purmerend)
- Dizzy (Rotterdam)
- De Peppel (Zeist)
- Sheherazade, Amsterdam, Wagenstraat, in dem Club spielten die Diamond Five um Cees Slinger (siehe dort) 1958 bis zu dessen Schließung 1962. Der Club von den Musikern der Diamond Five, die ihn übernommen hatten, selbst aufgegeben nach sich wandelndem Publikumsgeschmack Anfang der 1960er Jahre. Auch viele ausländische Jazzmusiker spielten dort.

## Österreich
- Atrium, Wien

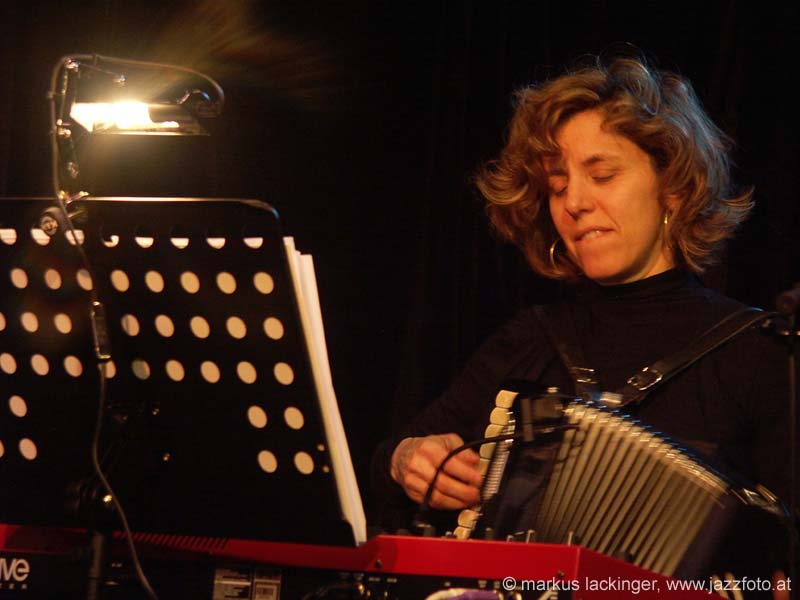
Zeena Parkins April 2008 im Jazzit Salzburg

- Cafe Landtmann, Wien, schon in den 1940er Jahren Jazz in dessen Keller
- Gmoa Keller, Wien, hier spielten in den 1970ern Zawinul, Fatty George, Sitz des Hot Club de Vienne
- Jazzatelier Ulrichsberg
- Jazzland, Wien, 1972 gegründet
- Josefinum, Wien, von der Österreichischen Jazzföderation gegründet.
- Birdland, Wien, zwischen 2004 und 2008
- Porgy & Bess, Wien
- Royal Garden Jazzclub, Graz
- Jazzclub Lustenau, Lustenau, 1975 gegründet
- Jazzit, Salzburg
- Jazzkeller Krems
- Riverboat, Wien
- Tabarin, Wien, Annagasse 3 (ab 1963 in Tenne umbenannt), hier spielte Fatty George mit seiner Two Sounds Band in den 1950ern, in denen auch Karl Drewo und Zawinul 1956/7 (Hardbop) spielten[32]

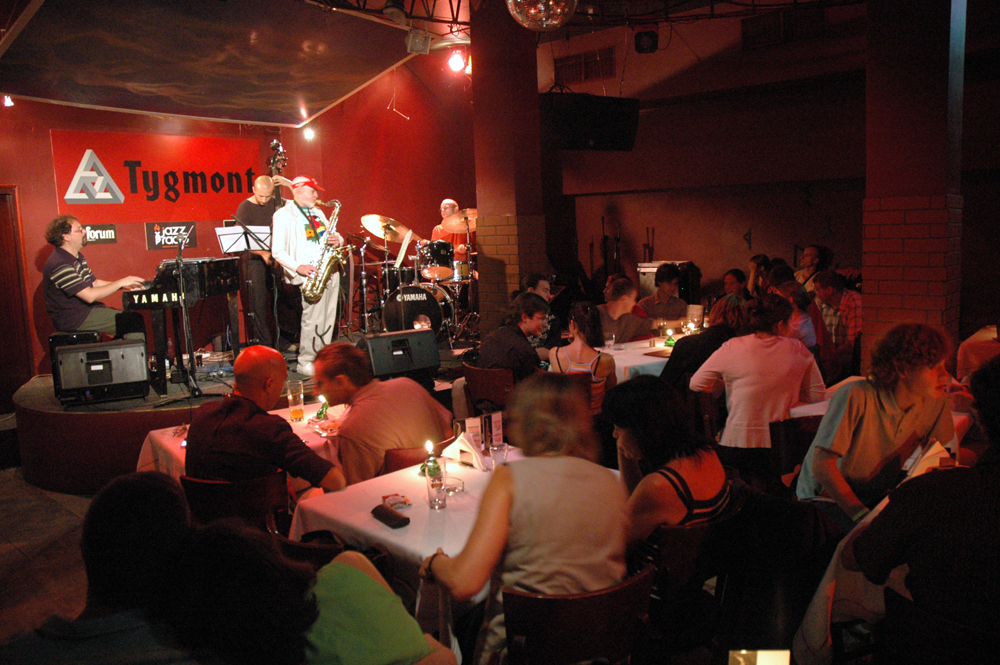
Jazzclub Tygmont

## Polen
- Akwarium, Warschau
- Tygmont, Warschau
- Bohema Jazz Club, Gdynia

## Portugal
- Note Club, Albufeira
- Parlatorio Cafe, Alcobaça
- Classic Jazz Bar, Braga
- Blueswing, Cascais
- Stevie Rays Blues Jazz Bar, Lagos
- Ateneu Café, Lissabon
- Catacumbas Jazz Bar, Lissabon
- Fábrica Braço de Prata, Lissabon

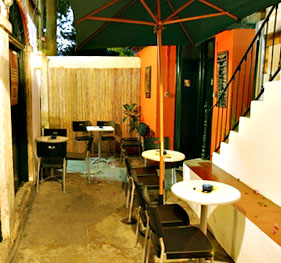
Im alten Hot Clube de Portugal

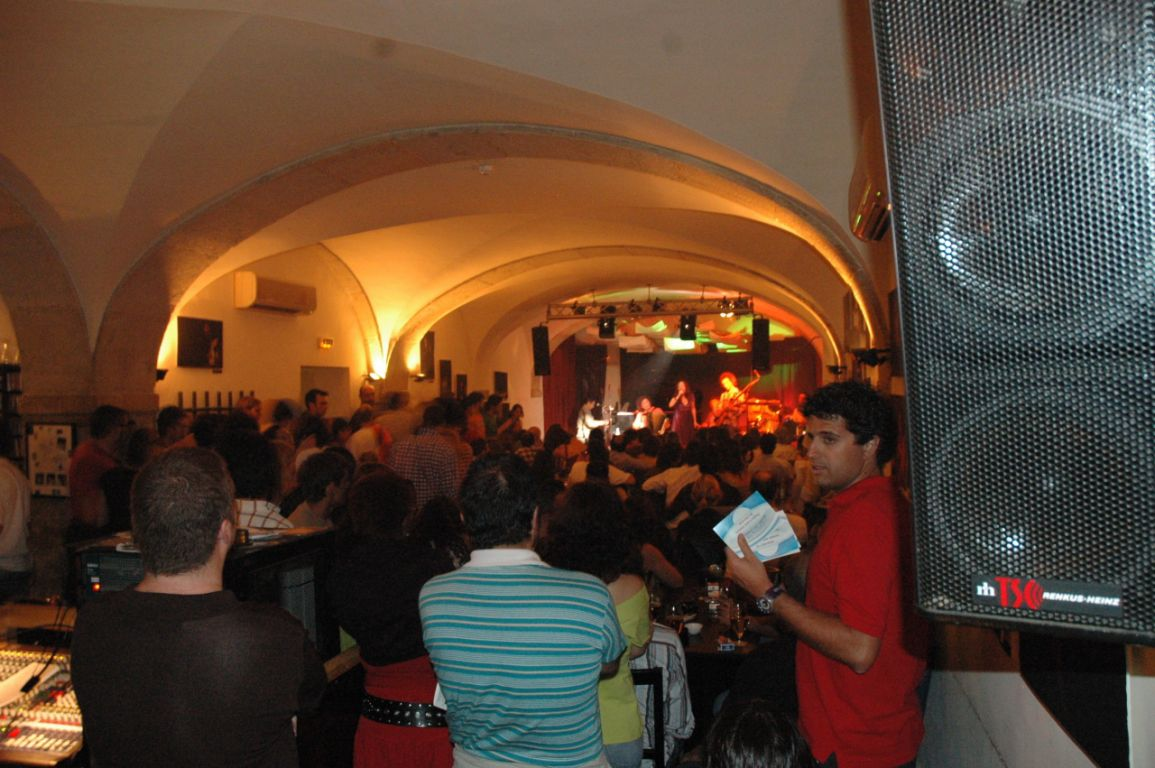
Im Ondajazz (Lissabon)

- Hot Clube de Portugal, gegr. 1948, Praça da Alegria, Lissabon (ältester bestehender Jazzclub Europas)
- Speakeasy, Lissabon
- Ondajazz, gegr. 2004, Lissabon
- B Flat Jazz Club, Matosinhos
- Hot Five Jazz Club, Porto
- Tribeca Jazz Club, Porto
- Vilamoura Jazz Club, Vilamoura

## Russland
- Molodeschnoe („Jugendcafe“), Moskau nahe Gorkistraße, Jazzcafé, gegründet 1961
- Aelita, Jazzcafé, Moskau, in der Karetnyi riad, 1960er Jahre
- Le Club, Moskau, 1999 gegründet. Geleitet vom Tenorsaxophonisten Igor Butman (* 1961), der auch das Moskauer Triumph of Jazz Festival seit 2000 organisiert.

## Schweiz
- Isebähnli (Baden)
- The Bird’s Eye (Basel)
- BeJazz (Bern)
- Marians Jazzroom (Bern)
- La Spirale (Fribourg)
- AMR (Geneve)
- Chorus (Lausanne)
- Jazz in Bess (Lugano)
- Jazz Club (Luzern), seit 1949
- Mühle Hunziken (Rubigen)

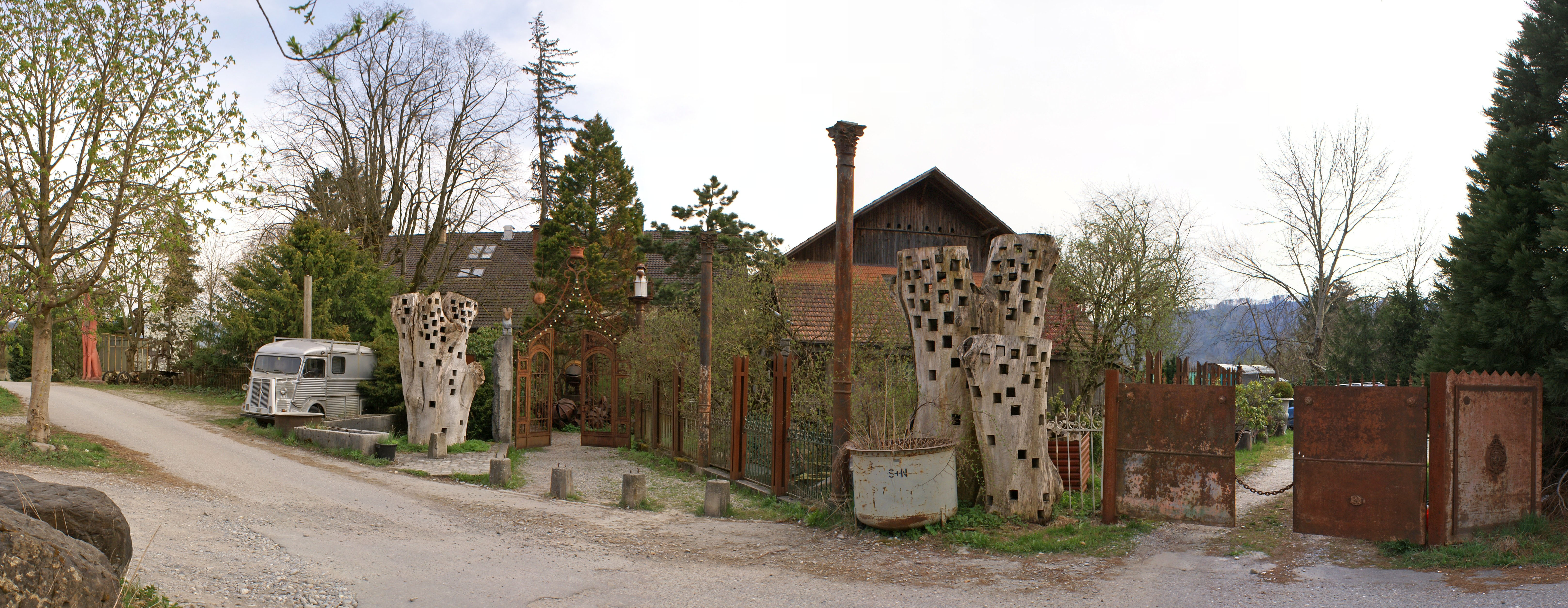
Mühle Hunziken: Aufnahmeort zahlreicher HatHut-Alben

- Theater am Hechtplatz (Zürich, gelegentliche Jazzkonzerte seit 1963, insbesondere in der Ära Rogner)
- Bazillus (Zürich)
- Mehrspur Musikklub (ZHdK) (Zürich)
- Moods (Zürich)
- Rote Fabrik (Zürich)

## Spanien
- Cafe Central, Madrid
- La Bóveda del Albergue, Zaragoza
- Jambore, Barcelona, 50er und 60er Jahre
- Harlem Jazz Club, Barcelona

## Skandinavien

### Dänemark
- Jazzhus Montmartre, Kopenhagen, 1959 bzw. 1961 bis 1995. 2010 wurde ein Club gleichen Namens an alter Stelle (Store Regnegade) neu eröffnet.
- Copenhagen Jazz House, Niels Hemmingsens Gade 10, seit 1991

### Schweden
- Fasching, Kungsgatan 63, Stockholm, 1977 gegr.
- Gyllene Cirkeln, Stockholm, 1962–1967

### Norwegen
- Amalienborg Jazzhus (später Oslo Jazzhus), Oslo, ab 1973, bis 1996. Zuerst als Amalienborg Jazzhus im Musikhaus (Musikens Hus) in der Toftes Gate, dann Arbeidergata 2, im Volksmund Malla (1973–1984) genannt. Zog danach mehrfach um, 1994 ins Smuget (Kulturhaus), 1994 in die ehemalige Bergener Schokoladenfabrik im Stadtteil Rodeløkka. Ging aus finanziellen Gründen ein, wurde aber teilweise in der „Klubszene Blau“ (Klubbscenen Blå) ab 1998 fortgesetzt.
- Club 7, Oslo, 1963 bis 1985, alternatives Kulturzentrum, vom aus Ungarn stammenden Schauspieler Attila Horvath und Odd Schou gegründet. Zog mehrfach um, zuerst Drammesveien, dann Edderkoppen Theater, Restaurant Kongen, ab 1971 Oslo Konzerthaus.
- Jazz Alive, Oslo, bestand in den 1980ern und war damals in der Jazzszene Ersatz für den eingegangenen Club 7, ab 1987 Rock Alive.
- Penguin Club, Oslo, 1952 bis 1972, vom Vibraphonisten Terje Kjaer gegründet, hier debütierte Karin Krog 1955, Aufnahmen mit Sonny Clark 1954, Barney Kessel 1953. Ab 1960er Pop.
- Kampenjazz, 2000 im Osloer Stadtteil Kampen gegründet, Teil des Oslo Jazzfestival, von Norsk Jazzforum und staatlicher Kulturförderung unterstützt.
- Storyville Jazz Club, Molde, organisiert Molde Jazz Festival.
- Blå, Oslo, Brennerieveien 9c, in ehemaliger Fabrik

## Südafrika
- Green Dolphin, Kapstadt
- Kippie’s, Johannesburg (nach dem Saxophonisten Kippie Moeketsi benannt)

## Tschechien
- Reduta, Prag, 1958 gegründet
- Divadlo 29 (Pardubice)
- Jazz Club Solnice (Ceske Budejovice)

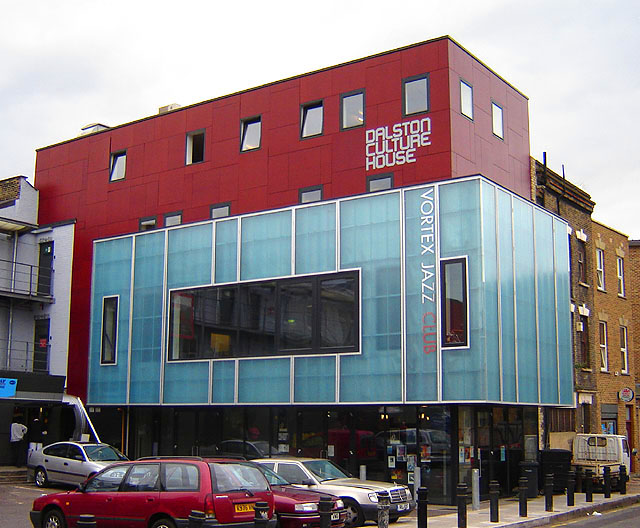
Vortex Jazz Club im Dalston Culture House, Oktober 2005

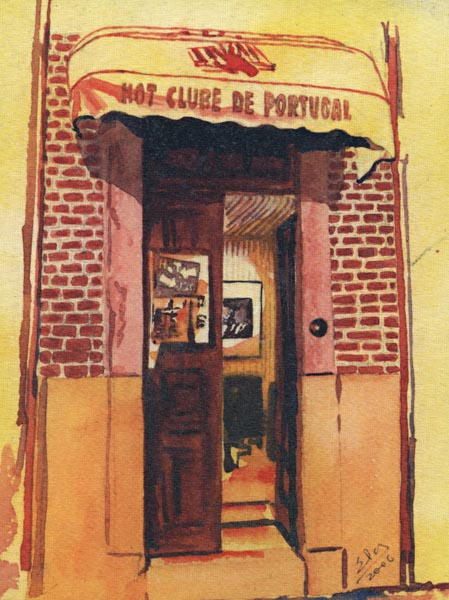
Die 39 in der Praça da Alegria (Aquarell von Elsa Canavarro)

- Divadlo Theatre (Louny)
- Tangens Jazz Club (Pardubice)
- RW Cafe (Pisek)
- Stara Pekarna (Brno)
- Divadlo Drak (Hradec Králové)
- Jazz Tibet Club (Olomouc)
- Kino Koruna (Břeclav)
- Stolarna (Frýdek-Místek)